# Мікеланджело Буонарроті
Мікела́нджело ді Франче́ско ді Не́рі ді Мініа́то дель Се́ра і Лодо́віко ді Леона́рдо ді Буонарро́ті Сімо́ні (італ. Michelangelo di Francesci di Neri di Miniato del Sera i Lodovico di Leonardo di Buonarroti Simoni, часто знаний як Мікеланджело або Мікелянджело; 6 березня 1475, Капрезе — 18 лютого 1564, Рим) — італійський скульптор, художник, архітектор, поет та інженер. Його твори вважалися найвищими досягненнями мистецтва Відродження ще за життя самого майстра. Ромен Роллан писав про нього: «Нехай сам він був створений із цього пороху земного. Але із тліні спалахнув вогонь, що очищує все, — вогонь генія». Мікеланджело прожив майже 89 років, цілу епоху, від періоду Високого Відродження до початків Контрреформації. За цей період змінилося тринадцять Пап Римських — він виконував замовлення для дев'яти з них. Збереглося багато документів про його життя та творчість — свідчення сучасників, листи самого Мікеланджело, договори, його особисті й професійні записи. Мікеланджело також був першим представником західноєвропейського мистецтва, чия біографія була надрукована ще за його життя.
Серед найвідоміших його скульптурних робіт — «Давид», «Вакх», «П'єта», статуї «Мойсея», «Лії» та «Рахилі» для гробниці папи Юлія ІІ. Джорджо Вазарі, перший офіційний біограф Мікеланджело, писав, що «Давид» «перевищив славу всіх сучасних і античних статуй, грецьких і римських, будь-коли зроблених». Одним із наймонументальніших творів митця є фрески стелі Сікстинської капели, про які Гете сказав, що: «не побачивши Сікстинську капелу, важко собі наочно уявити те, що може зробити одна людина», а Вільям Дюрант писав, що у своїй єдності вони — «найбільше досягнення людини в історії живопису». Серед його архітектурних звершень — проєкт купола Собору Святого Петра, сходи бібліотеки Лауренціана, площа Кампідольо та інші. Дослідниками вважається, що мистецтво Мікеланджело — це мистецтво, що розпочинається і завершується зображенням людського тіла.

## Життя та творчість

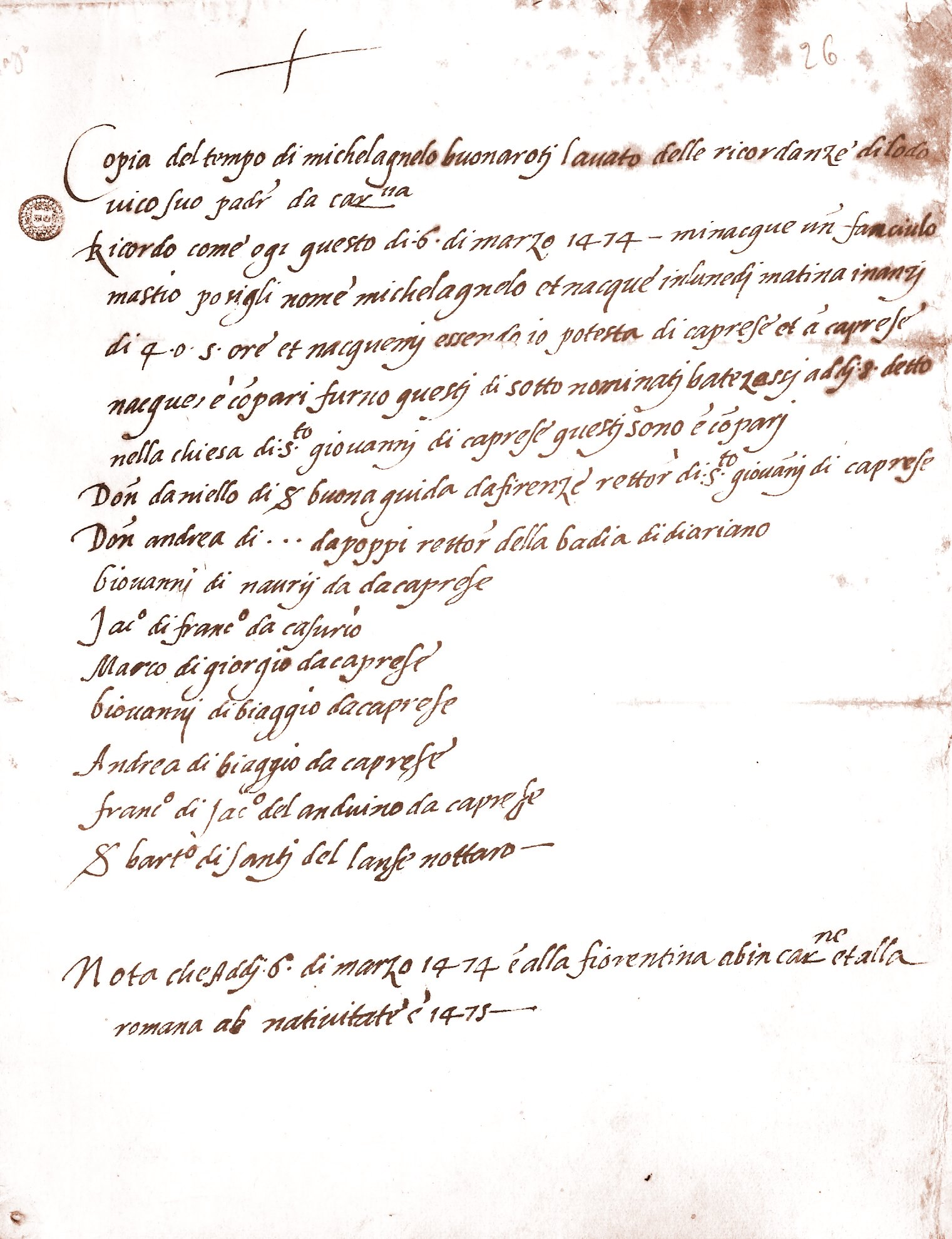
Копія запису про народження Мікеланджело

### Дитячі роки
Народився в селі Капрезе (провінція Ареццо), був другою дитиною в сім'ї. Його батько, Лодовіко (Людовіко) ді Леонардо Буонарроті Сімоні (італ. Lodovico (Ludovico) di Leonardo Buonarroti Simoni), був на той час 169-им подестою[б]. Упродовж кількох поколінь представники роду Буонарроті Сімоні були дрібними банкірами Флоренції, але Лодовіко не вдалося зберегти фінансовий стан банку, тому він час від часу займав державні посади. Відповідно до запису Лодовіко, який зберігають у музеї «Каза Буонарроті» (Флоренція), Мікеланджело[в] народився «(…) в понеділок[а] вранці, за 4 чи 5 годин до світанку». У цьому реєстрі також вказано, що хрестини відбулися 8 березня 1475 року в церкві Святого Івана в Капрезе (Сан Джованні ді Капрезе)[г], й перелічено хрещених батьків:
| Хрещені батьки Мікеланджело        | Хрещені батьки Мікеланджело         | Хрещені батьки Мікеланджело                               |
| Ім'я українською                   | Ім'я італійською                    | Примітки                                                  |
| ---------------------------------- | ----------------------------------- | --------------------------------------------------------- |
| Дон Данієлло ді Сер Буонаґуїда     | Don Daniello di Ser Buonaguida      | із Флоренції, парафіяльний священник церкви Сан Джованні  |
| Дон Андреа ді …                    | Don Andrea di …*                    | з Поппі, священник з монастиря у Діччано (італ. Dicciano) |
| Джованні ді Наур'ї                 | Giovanni di Naurii                  | з Капрезе                                                 |
| Якопо ді Франческо                 | Jacopo di Francesco                 | з Казуріо (італ. Casurio)**                               |
| Марко ді Джорджо                   | Marco di Giorgio                    | з Капрезе                                                 |
| Джованні ді Б'яджо                 | Giovanni di Biaggio                 | з Капрезе                                                 |
| Андреа ді Б'яджо                   | Andrea di Biaggio                   | з Капрезе                                                 |
| Франческо ді Якопо дель Андуїно    | Francesco di Jacopo del Anduino**   | з Капрезе                                                 |
| Сер Бартоломео ді Санті дель Лансе | Ser Bartolomeo di Santi del Lanse** | нотар[б]                                                  |
| * невідомо ** нерозбірливо         |                                     |                                                           |

Матір'ю Мікеланджело була Франческа ді Нері дель Мініато ді Сієна (італ. Francesca di Neri del Miniato di Siena). Через місяць після народження сина в Лодовіко закінчився термін перебування на посаді подести й сім'я повернулася до Флоренції, а хлопчика, оскільки у Франчески були проблеми зі здоров'ям, віддали годувальниці із села Сеттіньяно, недалеко від Флоренції. Там був розташований маєток Буонарроті (нині — «Вілла Мікеланджело»), а також невеликий кар'єр мармуру та ферма. Хлопчик жив у сім'ї годувальниці, дружини каменяра, й проводив багато часу біля кар'єру.

Вважається, що пізніше Мікеланджело, наче жартома, сказав Джорджо Вазарі, що:
|  | (…) із молока своєї мамки я видобув різець і молоток, якими я роблю статуї |

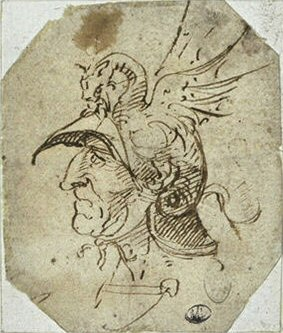
«Граф Каносський»
(Малюнок Мікеланджело)

Мікеланджело був другим сином Лодовіко. Фріц Ерпель наводить роки народження братів: Ліонардо (італ. Lionardo) — 1473 р., Буонаррото (італ. Buonarroto) — 1477 р., Джовансімоне (італ. Giovansimone) — 1479 р. та Джізмондо (італ. Gismondo) — 1481 р. Того ж року померла мати, а 1485 року, через чотири роки після її смерті, Лодовіко одружився вдруге. Мачухою Мікеланджело стала Лукреція Убальдіні. Незабаром Мікеланджело віддали до школи Франческо Ґалатеа да Урбіно (італ. Francesco Galatea da Urbino) у Флоренції[д]. Хлопець не виявляв особливого нахилу до навчання, а віддавав перевагу спілкуванню з митцями та перемальовуванню церковних ікон і фресок.
Відомо, що Лодовіко пишався своїм аристократичним походженням, адже рід Буонарроті-Сімоні претендував на кревну родинність із маркграфинею Матильдою Каносською, хоча й нема достатніх документальних відомостей для підтвердження цього. Асканіо Кондіві стверджував, що й сам Мікеланджело в це вірив, згадуючи про аристократичне походження роду у своїх листах до племінника Ліонардо. За Вільямом Воллесом, визначальним є те, що:
|  | (...)до Мікеланджело мало митців претендувало на таке й ще менше вірили у це з такою упевненістю. Митці не мали не тільки гербів, а й справжніх прізвищ. Їх називали на честь батька, професії чи міста, й серед них такі відомі сучасники Мікеланджело як Леонардо да Вінчі та Джорджоне да Кастельфранко Оригінальний текст (англ.) (...)few artists before Michelangelo made such claims, and fewer still could believe them with any confidence. Not only did artists not have coats of arms, many did not even have proper last names. Artists were named after their fathers, after a profession, or after their place of origin, such as Michelangelo’s famous contemporaries, Leonardo da Vinci and Giorgione da Castelfranco |

### Юність. Перші твори

Чезаре Дзоккі. «Юний Мікеланджело висікає „Голову фавна“» (втрачена)

У 1488 році тринадцятирічний Мікеланджело оголосив батькові, що продовжувати сімейну фінансову справу не має наміру, став учнем у майстерні братів Ґірландайо. Відра́зу батько був проти такої «неаристократичної» кар'єри, але невдовзі підписав контракт із Доменіко Ґірландайо, за яким останній зобов'язувався оплачувати роботу Мікеланджело. Тут хлопець отримав можливість ознайомитися із основними матеріалами та технікою, до цього ж періоду належать його олівцеві копії творів таких флорентійських художників як Джотто та Мазаччо[е]; вже в цих копіях проявилося характерне для Мікеланджело скульптурне бачення форм. До цього ж періоду належить його картина «Муки Святого Антонія» (копія гравюри Мартіна Шонгауера).
Уже через рік Мікеланджело стає учнем Бертольдо ді Джованні, який був учнем Донателло. Його праця у саду скульптур Лоренцо Пишного, привернула увагу останнього, й у 1490 році хлопець оселився у палаці Медічі, залишаючись там до смерті Лоренцо (1492). Тут він познайомився та мав шанс спілкуватися із філософами Платонівської академії (Марсіліо Фічіно, Анджело Поліціано, Джованні Піко делла Мірандола та інші). Також він товаришував із Джованні (другий син Лоренцо, майбутній папа Лев Х) та Джуліо Медічі (позашлюбний син Джуліано Медічі, майбутній папа Климент VII). Серед його перших відомих скульптурних робіт — «Голова фавна» (мармур, не збереглась), рельєфи «Битва кентаврів» та «Мадонна біля сходів» (мармур, Каза Буонарроті, Флоренція). У 1492—1493 роках Мікеланджело працював над «Розп'яттям» (дерево, церква Санто-Спіріто, Флоренція).
Відомо, що у цей час П'єтро Торріджано деї Торріджані, який теж був учнем Бертольдо, посварившись із Мікеланджело, ударом в обличчя зламав носову кістку хлопцеві.

#### «Битва кентаврів»
Рельєф «Битва кентаврів» зображає сцену з грецького міфу про битву людей-лапітів із кентаврами, що напали на них під час весільного бенкету. Сюжет було запропоновано Анджело Поліціано; а його суть — перемога цивілізації над варварством. За міфом лапіти перемогли, проте в інтерпретації Мікеланджело результат битви не зовсім ясний і навіть не важливий. Ця скульптура виділяється тим, що це перша його робота різцем. На думку Еріка Шільяно, це — перша із завершених «незакінчених» (техніка «non finito») скульптур Мікеланджело.
Це також була остання робота Мікеланджело під патронатом Лоренцо Пишного.

#### «Розп'яття»
Дерев'яне Розп'яття було створено у 1492 (чи 1493) році, але вже після смерті Лоренцо. Саме в цей час Мікеланджело розпочав анатомічні штудії у лікарні при монастирі Санта Марія дель Санто-Спіріто (італ. Santa Maria del Santo Spirito), що можна пов'язати із тим, що розіп'ятого Христа зображено оголеним. Деякий час Розп'яття зберігалося у музеї Каза Буонарроті, зараз — у церкві Санто-Спіріто. Авторство Мікеланджело не було безсумнівним, і дискусії точилися майже сорок років, але 2001 року воно підтвердилось дослідниками.
Також цей період — період палких промов монаха Джироламо Савонароли, який погрожував Флоренції «кривавим мечем Господнім». Під цим впливом у 1491 році старший брат Мікеланджело, Ліонардо, приєднався до домініканців.

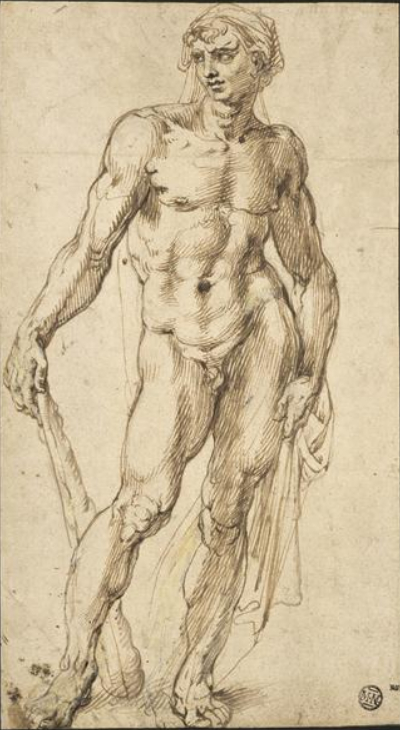
Рубенс. «Юний Геркулес»
(втрачена)

Лоренцо Пишний помер 9 квітня 1492 року. Мікеланджело, залишившись без покровителя, деякий час пожив із родиною, але 20 січня 1494 року він повернувся до палацу Медічі, уже під егіду старшого сина й спадкоємця Лоренцо Медічі — П'єро. До цього періоду також належить статуя «Геркулес» (мармур, не збереглася)[ж] та «Сніговий велетень». Замовлення останнього було ідеєю кардинала Бібб'єни, яку підтримав правитель П'єро. У романі Карела Шульца про це написано так:
|  | (…) Було б непогано, якби цей юний скульптор заради розваги виліпив зі снігу велику статую, яка б потішила народ (…). Такого ще не було в усій Італії: статуя зі снігу, про неї мабуть, скрізь заговорили б (…) покликали Мікеланджело, і він погодився |

Цей випадок згадується також у драматичній поемі Ліни Костенко «Сніг у Флоренції»:
(…)

Не спав. Не їв. Ні з ким не говорив.

Змарнів. Промерз. Втомився. Занедужав.

Але створив ту статую, створив!

(…)

Аби ж хто знав, яка вона була.

Пригріло сонце, і вона розтала
Серед дослідників немає одностайної думки щодо того, кого зобразив Мікеланджело у своїй сніговій скульптурі. Наприклад, на думку Антоніо Форчелліно (італ. Antonio Forcellino) це був прототип «Геркулеса». Джеймс Голл (англ. James Hall) вважає, що це мала бути Мадонна.

### Болонья
Восени, 9 листопада 1494 року, родину Медічі було офіційно вигнано із Флоренції, а Савонарола став диктатором. У Флоренції встановилася так звана «Друга республіка», перші чотири роки якої фактично були теократією. Через небезпеку вторгнення військ Карла VIII Мікеланджело вирішує поїхати спочатку до Венеції, а потім до Болоньї. Там хлопець жив у Джанфранческо Альдоврандіні (італ. Giovan Francesco Aldovrandini). Тут він створив три невеликі скульптури для гробниці Святого Домініка, яка залишалася недовершеною через смерть Ніколо дель Арка, скульптора, що розпочав роботу.
У цей період Мікеланджело читає твори Данте, Петрарки та Боккаччо.

### Перша подорож до Риму

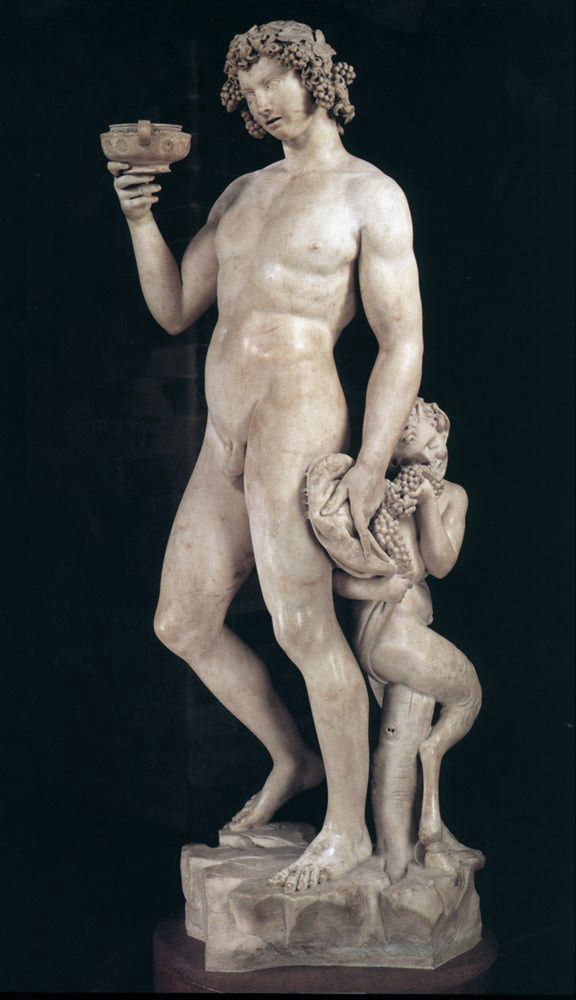
«Вакх»

Невдовзі політична ситуація у Флоренції стала спокійнішою, і Мікеланджело повернувся додому, але, не отримуючи замовлень від нової влади, знову почав працювати на Медічі. За Кондіві, саме в цей час Лоренцо ді П'єрфранческо де Медічі замовив йому статую «Молодого Івана Хрестителя», а також статую «Амур, що спить» (втрачена), але з умовою так «обробити» витвір, щоб мати змогу продати його дорожче, як античний[и]. Покупцем цієї скульптури став кардинал Рафаель Ріаріо, який виявив підробку, але був настільки вражений майстерністю роботи, що запросив хлопця до Рима. Двадцятиоднорічний Мікеланджело прибув у місто 25 червня 1496 року, і прожив там наступних п'ять років.

#### «Вакх»
4 липня 1496 року Мікеланджело розпочав роботу над замовленням кардинала — мармуровою статуєю Вакха, бога вина. Це двометрова скульптура, призначена для кругового огляду. П'яного бога вина супроводжує маленький сатир, який ласує кетягом винограду. «Вакх» неначе готовий впасти вперед, але зберігає рівновагу, відхиляючись назад; його погляд обернений на чашу з вином. М'язи спини виглядають напруженими, але розслаблені м'язи живота та стегон демонструють фізичну, а отже, й духовну слабкість. Мікеланджело домігся враження нестійкості без композиційної неврівноваженості, яка могла б порушити естетичний ефект. Однак, по завершенні твору кардинал відмовився від нього, й скульптуру для свого саду придбав банкір Якопо Ґаллі (зараз статуя перебуває у музеї Барджелло у Флоренції).
Ромен Роллан також згадує «Барджеллівського Адоніса» (Барджелло) та великого «Купідона» (Музей Вікторії й Альберта, Лондон). Олексій Дживелегов вважав, що «Адоніс» — заслабка робота для нього.
1497 року помирає мачуха Мікеланджело — Лукреція Убальдіні.

#### «П'єта»

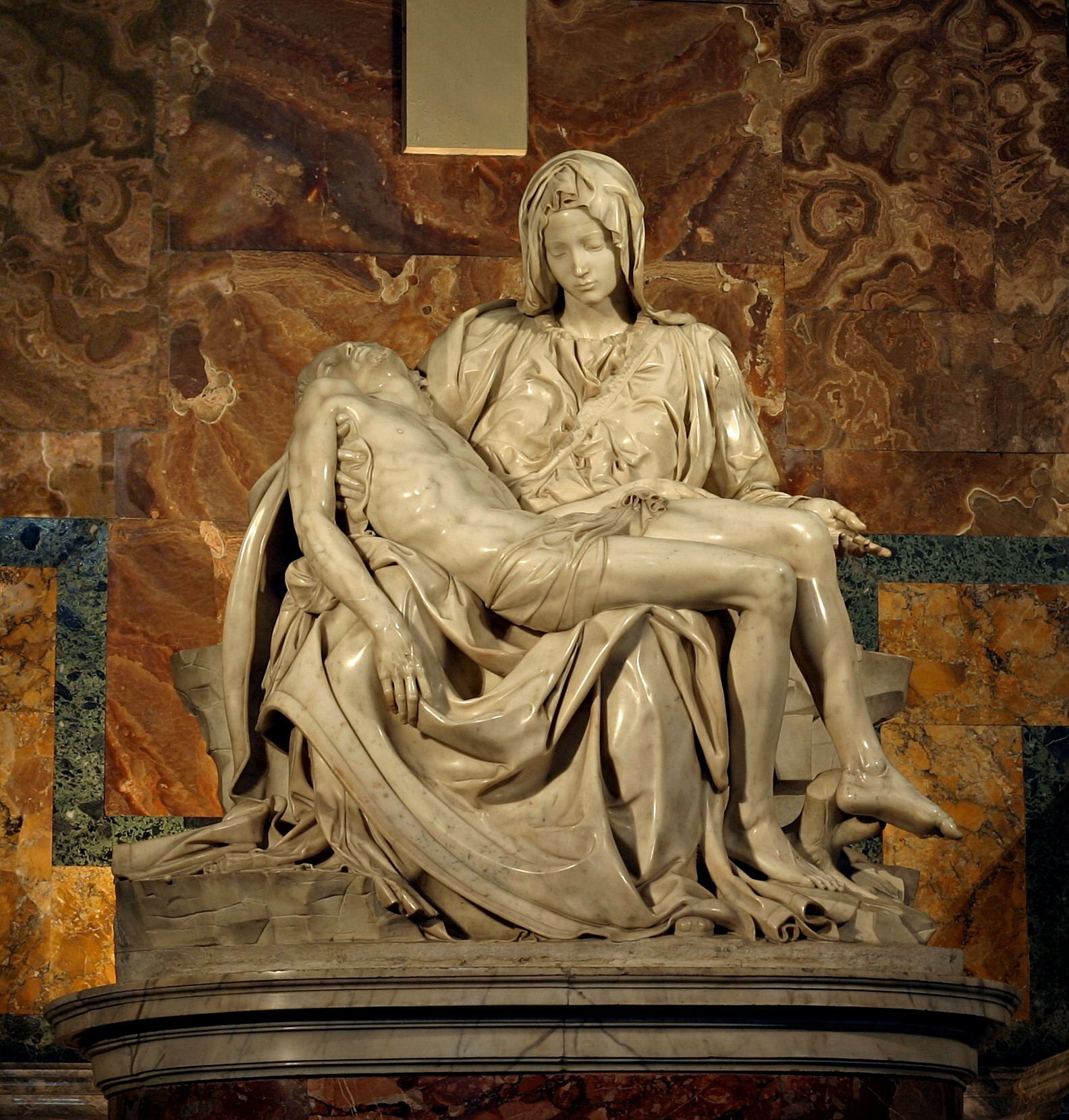
«П'єта»

У 1498 році Мікеланджело отримав замовлення на «П'єту» від впливового французького кардинала Жана де Біле́ра (фр. Jean de Bilhères). Контракт було підписано 7 серпня того ж року. Як зазначає В. Воллес, сама тема «оплакування Христа» була поширеніша у північній Європі та візантійському мистецтві, аніж в Італії епохи Ренесансу. Мікеланджело трактує тему досить стримано. Смерть і скорбота немов містяться в мармурі, з якого створена скульптура. Співвідношення фігур таке, що вони утворюють низький трикутний конус. Оголене тіло Христа контрастує з пишним, багатим одягом Богоматері.
Мікеланджело зобразив Богоматір молодою, немов це не Мати і Син, а сестра, що оплакує передчасну смерть брата. Ідеалізацію подібного роду використовували й інші митці, серед яких і Леонардо да Вінчі. Крім того, Мікеланджело був палким прихильником Данте, в останній канцоні «Божественної комедії» якого, на початку молитви Святого Бернарда, мовиться: «Богоматір, дочка свого Сина» (італ. «Vergine Madre, figlia del tuo figlio»). Скульптор знайшов ідеальний шлях для відтворення в камені цієї глибокої богословської думки. Ця статуя — єдина з робіт Мікеланджело, підписана ним самим.
До цього періоду також належить незавершена «Манчестерська Мадонна» (Національна галерея, Лондон).

### Період другої Флорентійської республіки

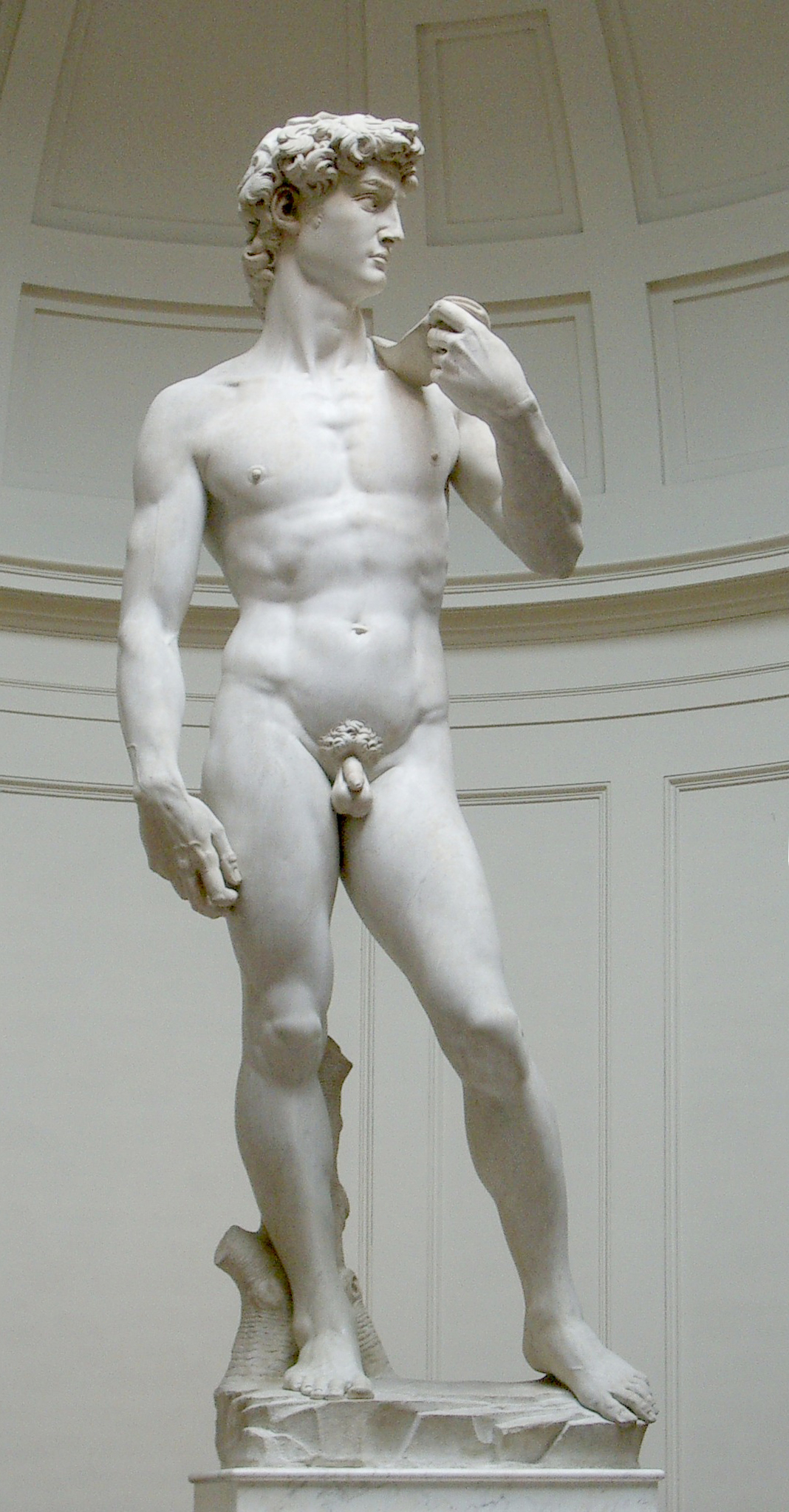
«Давид»

У 1498 році, в результаті інтриг флорентійських діячів і папського престолу, Савонаролу й двох його послідовників було засуджено до спалювання на багатті. Ці події у Флоренції безпосередньо не торкнулися Мікеланджело, проте навряд чи вони залишили його байдужим. На зміну середньовіччю Савонароли, що тимчасово повернулося до міста, прийшла світська республіка, для якої Мікеланджело створив свою першу велику статую у Флоренції, мармурового «Давида» (1501—1504, Флоренція, Академія). Договір на виконання цієї роботи було підписано 16 серпня 1501 року.

#### «Давид»
Образ Давида був традиційним у Флоренції. Донателло та Верроккйо створили бронзові скульптури хлопця, що дивом уразив велетня, голова якого лежить коло ніг біблійного героя. Мікеланджело ж вирішив зобразити момент, що передує бою. Давид стоїть із перекинутою через плече пращею, стискаючи у правій руці камінь. Ліва частина фігури напружена, тоді як права дещо розслаблена, як у атлета, готового до дії. Образ Давида містив особливий сенс для флорентійців, тож скульптура Мікеланджело привернула загальну увагу.
«Давид» став символом вільної і палкої республіки, готової перемогти будь-якого ворога. Колосальна фігура, заввишки 5,17 м, повинна була стояти у соборі, однак місце там виявилося невідповідним для її громадської ролі, тому комітет громадян ухвалив, що скульптура повинна охороняти головний вхід в будівлю уряду, Палаццо Веккіо, перед яким тепер розташована її копія. На ескізі бронзового «Давида» та правої руки мармурового, збереглися рядки Мікеланджело, які вважаються прикладом його найбільш ранньої поезії, що дійшла до нас:
Davicte colla fromba

E io coll'arco

Michelangelo
У перекладі — «Давид із пращею, а я з луком. Мікеланджело». Існує багато трактувань цих слів митця. За Ефросом — ці рядки мають метафоричне значення «щосили» (проводячи паралель із таким фразами італійською як «con l'arco della schiena» чи «con l'arco dell'osso»). І як Давид став до бою із Голіафом, так двадцятисемирічний Мікеланджело став до бою із брилою мармуру, яка мала стати «Давидом». Це можна також витлумачити як протиставлення сили та знарядь скульптора та його творіння, тобто інтелекту («лук») Мікеланджело-скульптора і фізичної сили Давида («праща»). Чарльз Сеймур (англ. Charles Seymour) трактував «лук» як інструменти скульптора.

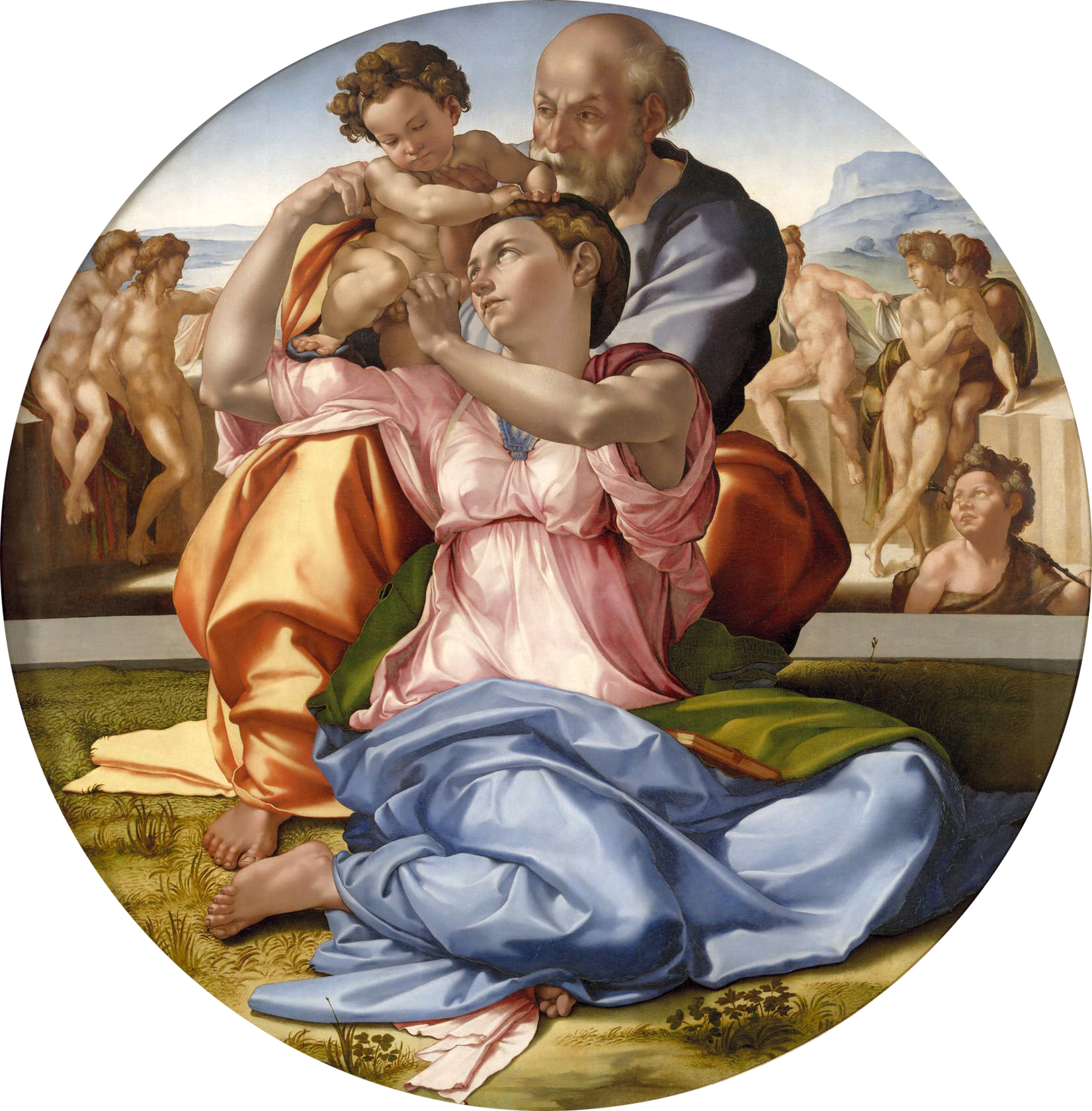
Мадонна Доні

#### «Мадонна Доні»

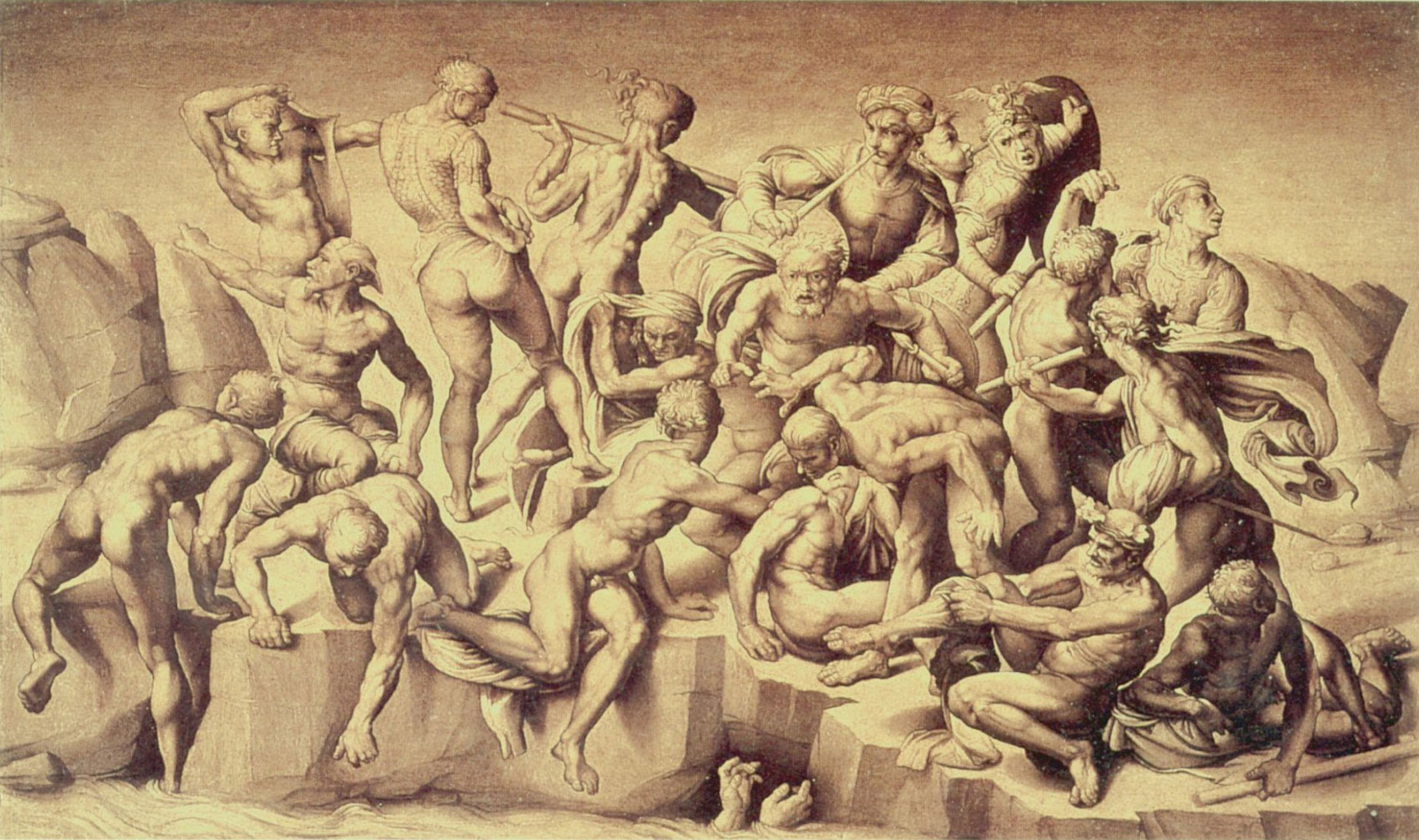
«Баталія при Кашині»
(копія картону Мікеланджело)

До цього ж часу належить єдина картина, безперечно намальована Мікеланджело, — тондо «Мадонна Доні» (Галерея Уффіці, Флоренція). Вважається, що замовлення на картину було приурочено до весілля флорентійських аристократів-торговців Аньоло Доні та Маддалени Строцці у 1504 році, хоча, невідомо чому саме торговець Доні замовив скульптору Мікеланджело намалювати картину, а той — погодився на цю пропозицію[к]. Це також єдина його робота темперними фарбами, технологію роботи з якими він міг вивчити у Доменіко Ґірландайо.
Для цього твору характерне прагнення митця до передачі складних поз і до пластичного трактування форм людського тіла. Центральне місце відведено власне Святому сімейству — Мадонна схилилася управо, щоб узяти/підтримати немовля, яке сидить на коліні Йосипа. Завдяки використанню техніки «канджанте», фігури виглядають більш об'ємними й масивними. На задньому плані розташований Іван Хреститель та п'ять голих юнаків, можливо — грішників чи язичників.

#### «Битва при Кашині»
Можливо за участю Нікколо Макіавеллі, у ці ж роки був задуманий ще один великий державний проєкт: Леонардо да Вінчі та Мікеланджело було доручено створити дві величезні фрески для залу Великої Ради (Сеньйорії) у Палаццо Веккйо на тему історичних перемог флорентійців при Анг'ярі та при Кашині. Замовлення було зроблено П'єро Содеріні, гонфалоньєром Флоренції, у серпні 1504 року. Відомо, що Мікеланджело працював над картоном до листопада 1506 року. Збереглися тільки копії картону Мікеланджело, зокрема зроблені його другом і колишнім помічником Аристотелем да Санґалло. На картоні було зображено групу солдатів, що кидаються до зброї у той час, коли на них зненацька напали вороги під час купання в річці. Сцена нагадує «Битву кентаврів» — на ній зображені голі фігури у різноманітних позах, які цікавили майстра більше, аніж сам сюжет. Згідно зі словами скульптора Бенвенуто Челліні, картон був «джерелом натхнення для багатьох художників». Ймовірно, картон пропав біля 1516 року.

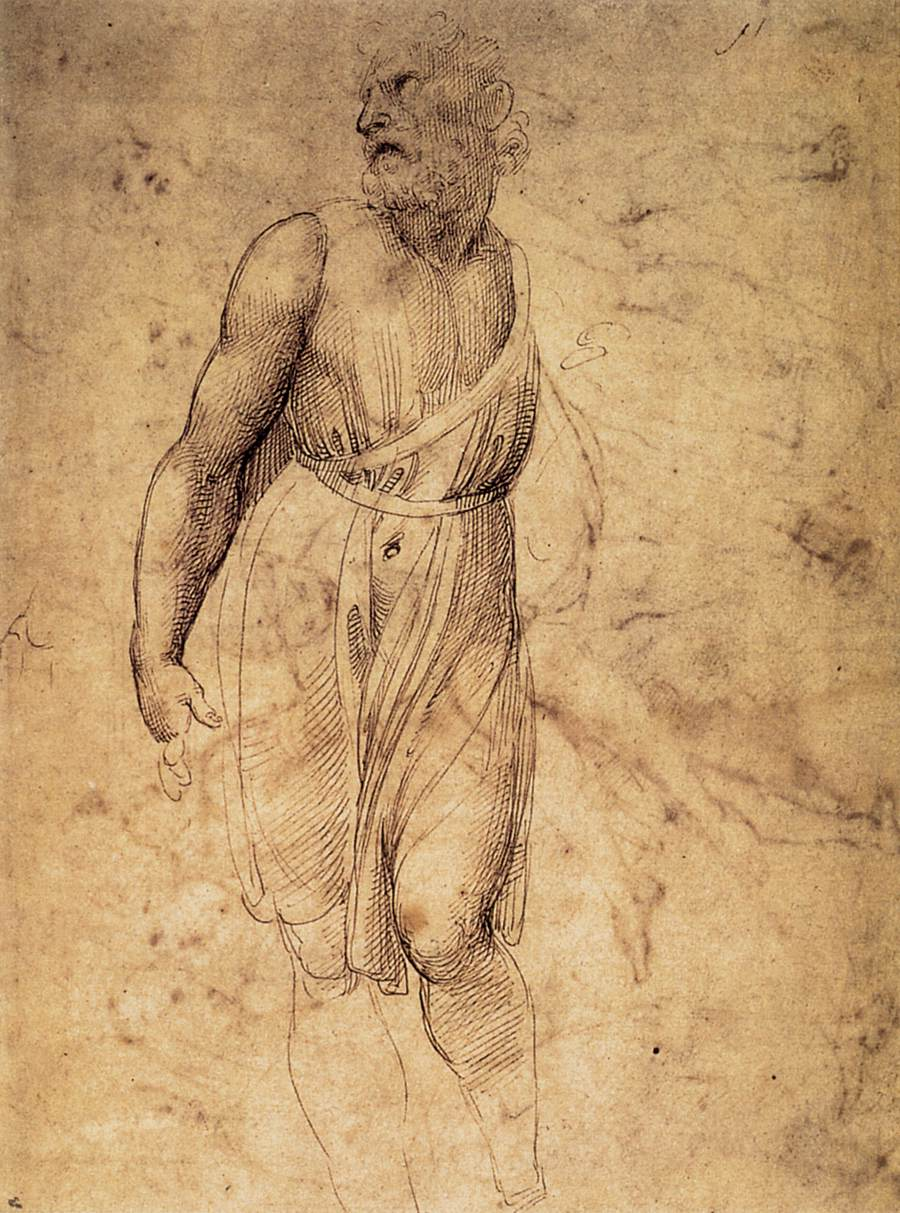
«Євангеліст Матвій»
(ескіз Рафаеля за Мікеланджело)

#### «Євангеліст Матвій»
1503 року Мікеланджело отримав замовлення на дванадцять статуй апостолів для собору в Флоренції. 1506 року Мікеланджело почав роботу над статуєю «Євангеліста Матвія» (Флоренція, Академія). Ця статуя залишилася незакінченою, оскільки уже через два роки Мікеланджело поїхав до Рима. Фігура вирубувалася із мармурового блоку, зберігаючи його прямокутні форми. Статую особливо виділяють через надзвичайний композиційний контрапост: ліва нога піднята і спирається на камінь, що викликає зсув осі між тазом і плечима. Це композиційне рішення він використав пізніше у статуї «Геній перемоги».
1502 роком датується замовлення на бронзову статую «Давида», яка була закінчена 1508 року (не збереглася). До 1504 року також були завершені чотири фігури — «Святий Петро», «Святий Августин»[л], «Святий Павло» та «Святий Григорій I» — для вівтаря Пікколоміні у Сієнському соборі.
Флорентійський період творчості Мікеланджело відзначився майже гарячковою активністю майстра: у той час він створив також два рельєфних тондо — «Таддеї» та «Пітті» — із зображеннями Мадонни, у яких для створення виразності образу використовується різний ступінь закінченості елементів, і мармурову статую «Мадонни з немовлям» (Церква Богоматері, Брюгге).

### У Римі часів Юлія II і Лева X
1503 року Юлій II (Джуліано делла Ровере) зайняв папський престол. Жоден із меценатів не використовував мистецтво в цілях пропаганди так широко, як Юлій II. Він почав споруду нового собору Святого Петра, ремонт і розширення папської резиденції за зразком римських палаців і віл, розпис папської капели і підготовку грандіозної гробниці для самого себе. У березні 1505 року він викликав Мікеланджело до Рима, щоб обговорити перший проєкт гробниці.

#### Гробниця папи Юлія ІІ: Проєкт

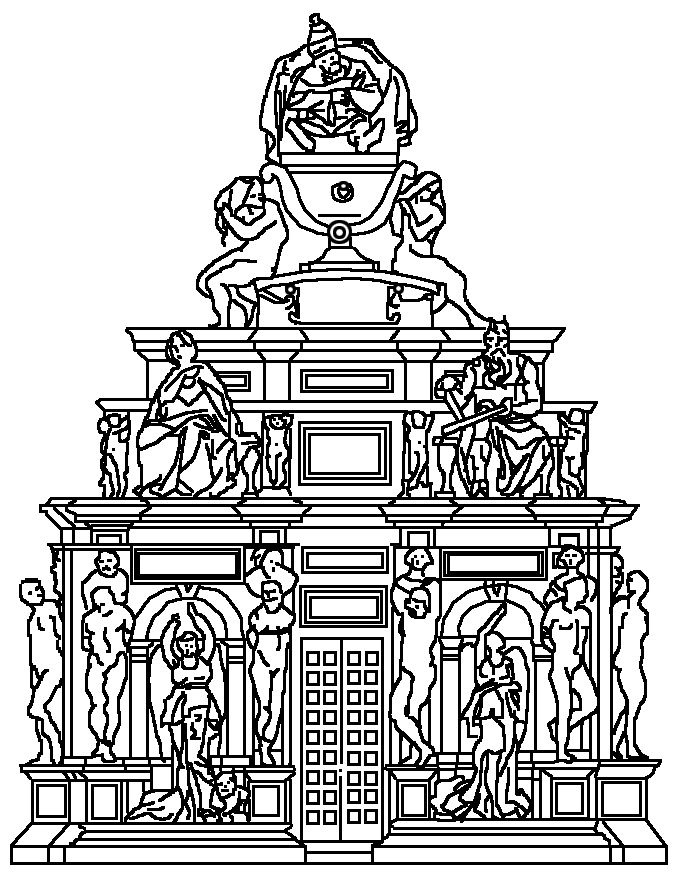
Реконструкція першопочаткового проєкту гробниці

Деталі не зовсім ясні, але, мабуть, Юлій II уявляв собі новий храм зі своєю гробницею на зразок усипальні французьких королів у Сен-Дені. Ця гробниця, як пише Р. Роллан: «(…) мала б перевершити усі мавзолеї Давнього Риму». Вона повинна була стояти вільно, і мати розмір 6 на 9 м. Усередині мало бути розташоване овальне приміщення, а ззовні — близько 40 статуй.
Гробниця ніколи не була побудована за первинним проєктом Мікеланджело, і ця «трагедія» переслідувала його майже 40 років. План гробниці та її ідейний зміст можливо реконструювати за попередніми малюнками та описами. Ймовірніше, що гробниця повинна була символізувати триступінчатий підйом від земного життя до вічного. На першому рівні, за планом, мали стояти статуї апостола Павла, Мойсея та пророків, символи двох шляхів досягнення порятунку. Вгорі — два янголи, що несуть Юлія II у рай.
Протягом 1505 — 1506 рр. Мікеланджело особисто навідувався у Каррару, вибираючи матеріал для гробниці, тоді як Юлій II все більш наполегливо звертав його увагу на споруду собору Святого Петра. Також папа замовив фрески для Сикстинської капели. Гробниця ж залишалася тільки у планах. Надзвичайно роздратований, Мікеланджело втік із Рима 17 квітня 1506 року, за день до закладення фундаменту собору. Незадовго перед тим Мікеланджело купив собі маєток під Флоренцією.

#### Другий болонський період
Після трьох послань від папи до Синьорії, Мікеланджело змирився, і поїхав у Болонью, де отримав замовлення на виготовлення бронзової статуї понтифіка, над якою він пропрацював до початку 1508 року. Врочисте встановлення відбулося 21 лютого 1508 року, в церкві Сан Петроніо, а вже 13 березня 1508 року Лодовіко оголосив Мікеланджело повнолітнім. На той час тому виповнилося тридцять три роки[м].
30 грудня 1511 року бронзову статую Юлія II було знищено болонцями, які збунтувалися проти папської влади.

#### Сікстинська капела

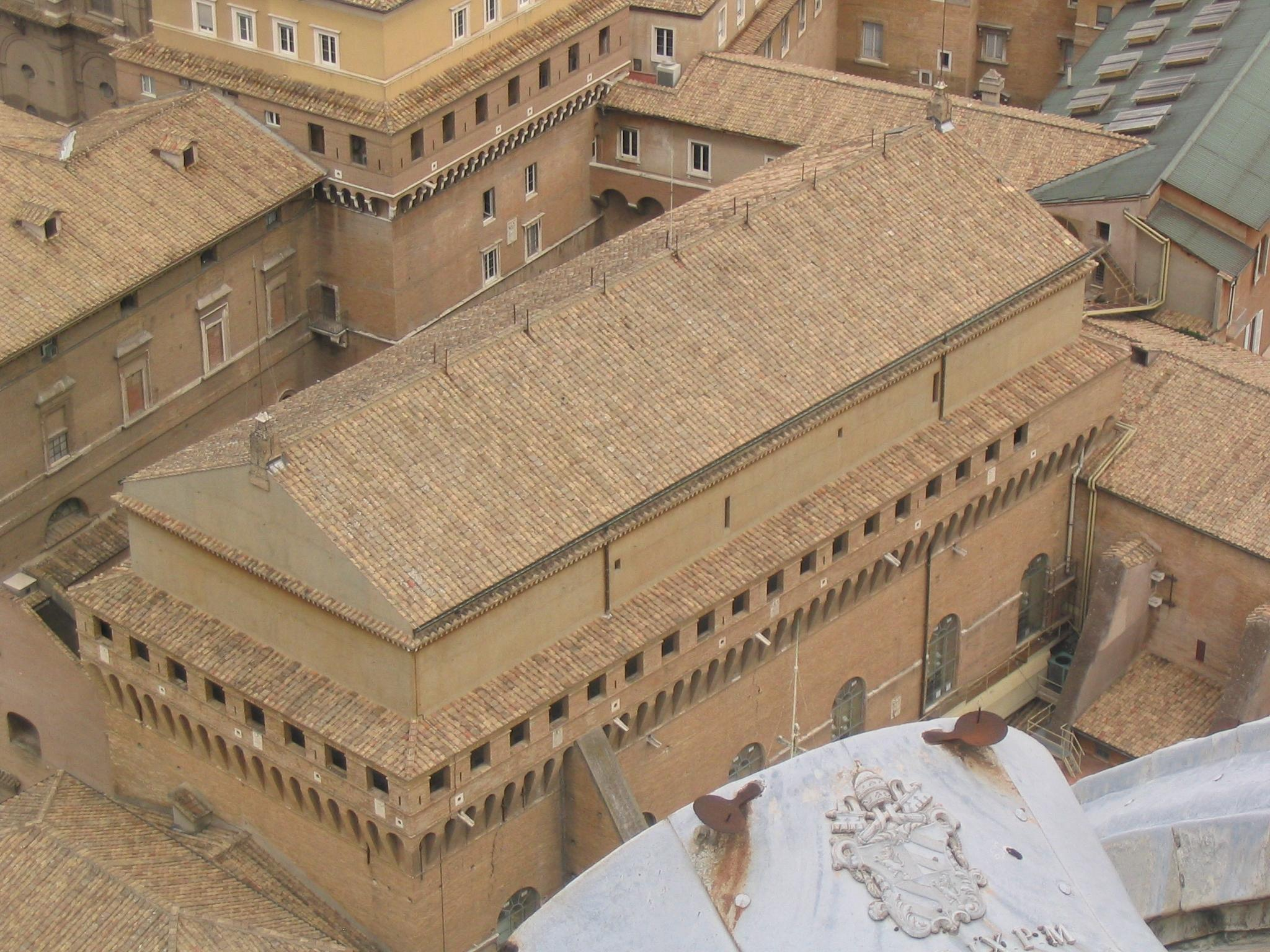
Сікстинська капела

Сікстинська каплиця була зведена у 1470-х роках дядьком Юлія, папою Сикстом IV. На початку 1480-х років вівтар та бічні стіни були прикрашені фресками з євангельськими сюжетами та сценами із життя Мойсея (Перуджіно, Боттічеллі, Ґірландайо та Росселлі), а над ними були розміщені портрети пап.
10 травня 1508 року Мікеланджело почав розпис стелі. Робота тривала більше двох років, у період між 1508 та 1512, за мінімальної участі помічників. Первинно передбачалося зобразити фігури апостолів на престолах. Пізніше, у листі від 1523 року, Мікеланджело з гордістю писав, що переконав папу в неспроможності цього задуму і одержав повну свободу. Згідно із задумом митця, на бічних стінах капели представлені Епоха Закону (Мойсей) та Епоха Благодаті (Христос), а сама стеля зображає початок історії людства, Книгу Буття.
Фрески стелі Сікстинської капели є складною структурою, яка складається із намальованих елементів архітектурної декорації, окремих фігур і сцен. По боках від центральної частини стелі під намальованим карнизом розміщені гігантські фігури старозавітних пророків і язичницьких сивіл, що сидять на тронах. Між двома карнизами зображені поперечні смуги, що імітують зведення — ними розмежовано великі й дрібні оповідні сцени з Книги Буття. У люнетах і сферичних трикутниках під розписом, також розміщені сцени. Численні фігури, зокрема знамениті «ignudi» («голі») обрамляють сцени з Книги Буття.

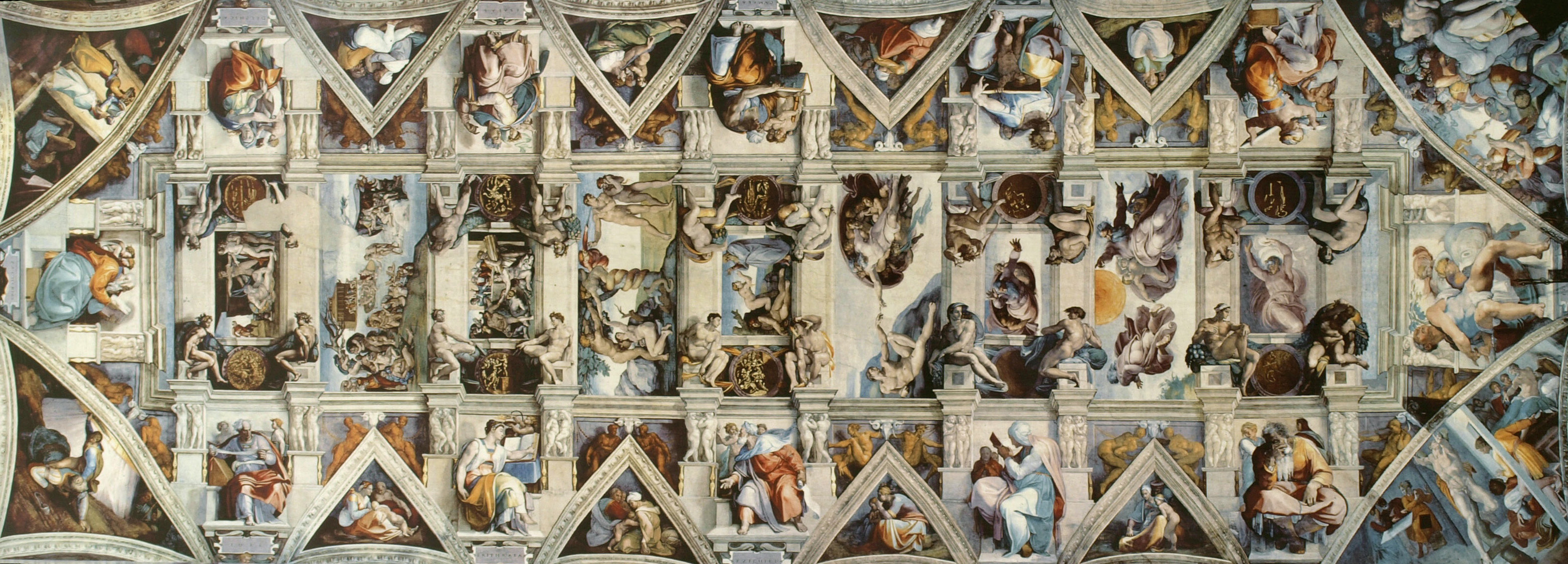
Стеля Сікстинської капели
(бл. 1508 — 1512)

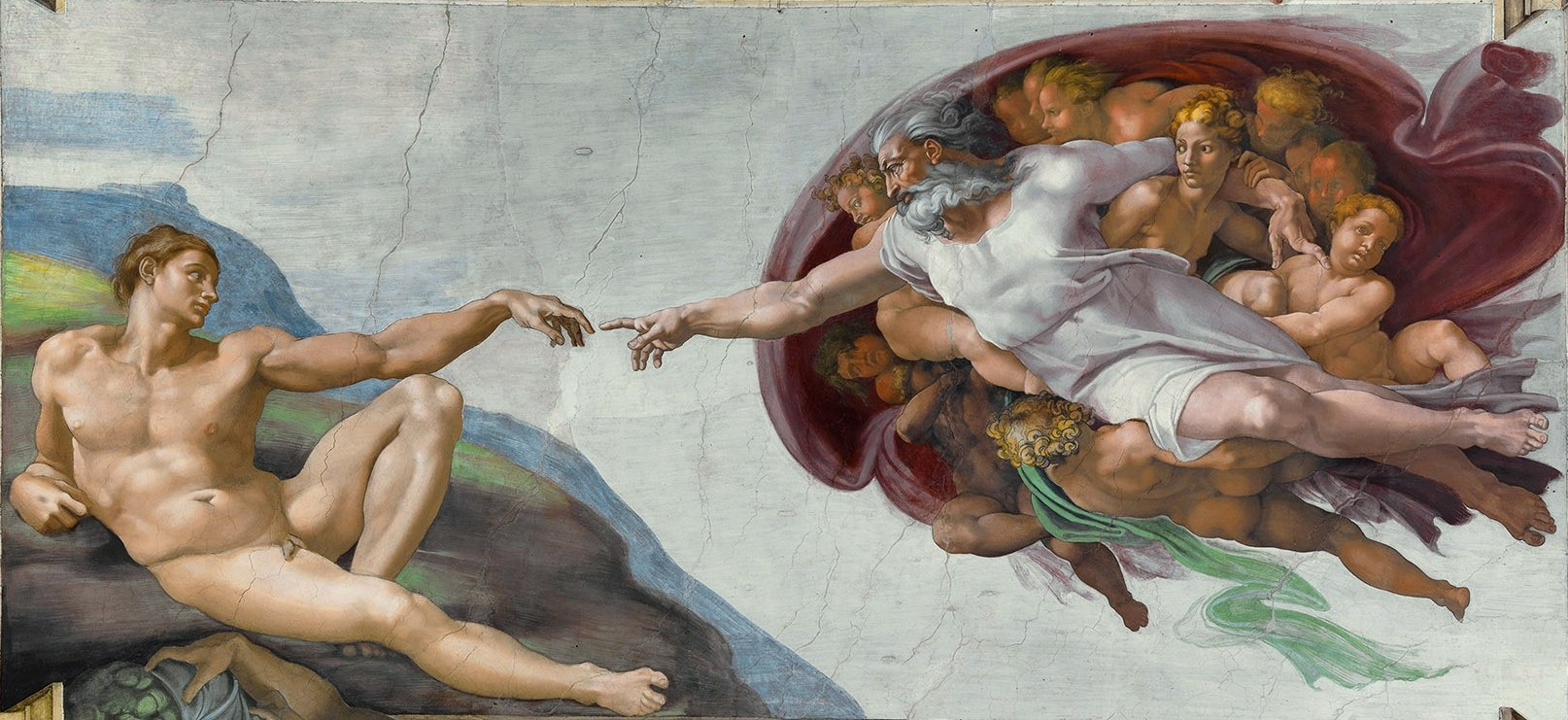
«Створення Адама», 1508 —1512, Сікстинська капела

Сцени з Книги Буття, як і композиції на бічних стінах, розташовані в хронологічному порядку, від вівтаря до входу. Виділяються три тріади. Перша пов'язана зі створенням світу. Друга — «Створення Адама», «Створення Єви», «Спокуса і вигнання з Раю» — присвячена створенню людства та його гріхопадінню. Остання оповідає історію Ноя, що закінчується його сп'янінням. Адам у «Створенні Адама» і Ной у «Сп'янінні Ноя» зображені в однаковій позі: у першому випадку людина ще не володіє душею, у другому — від неї відмовляється. Таким чином, ці сцени показують, що людство не один раз, а двічі позбавлялося божого благовоління.
Оповідання витримане у дусі героїчного й піднесеного гуманізму; і жіночим, і чоловічім фігурам властива героїчна сила. Фігури оголених щитоносців, що обрамляють сцени, свідчать про особливості смаку Мікеланджело та його реакції на класичне мистецтво. Узяті разом, вони є енциклопедією положень оголеного людського тіла, як це було і в «Битві кентаврів», і в «Битва при Кашині». Мікеланджело не був схильний до спокійного ідеалізму скульптури Парфенона. Він віддавав перевагу могутньому героїзмові римського мистецтва, еллінізму, що притаманний трагічній, сповненій пафосу групі «Лаокоон», знайденій у Римі у 1506 р.
14 серпня 1511 року відбулося відкриття готової на той час частини розпису. Початок 1512 року — завершення роботи Мікеланджело. Урочисте відкриття — 31 жовтня 1512 року.
На фресці Мікеланджело в Сікстинській капелі вчені виявили ознаки раку грудей у зображеної жінки. Дослідники вважають, що художник свідомо показав цю хворобу як символ смертності та тлінності життя.

##### Реставрація

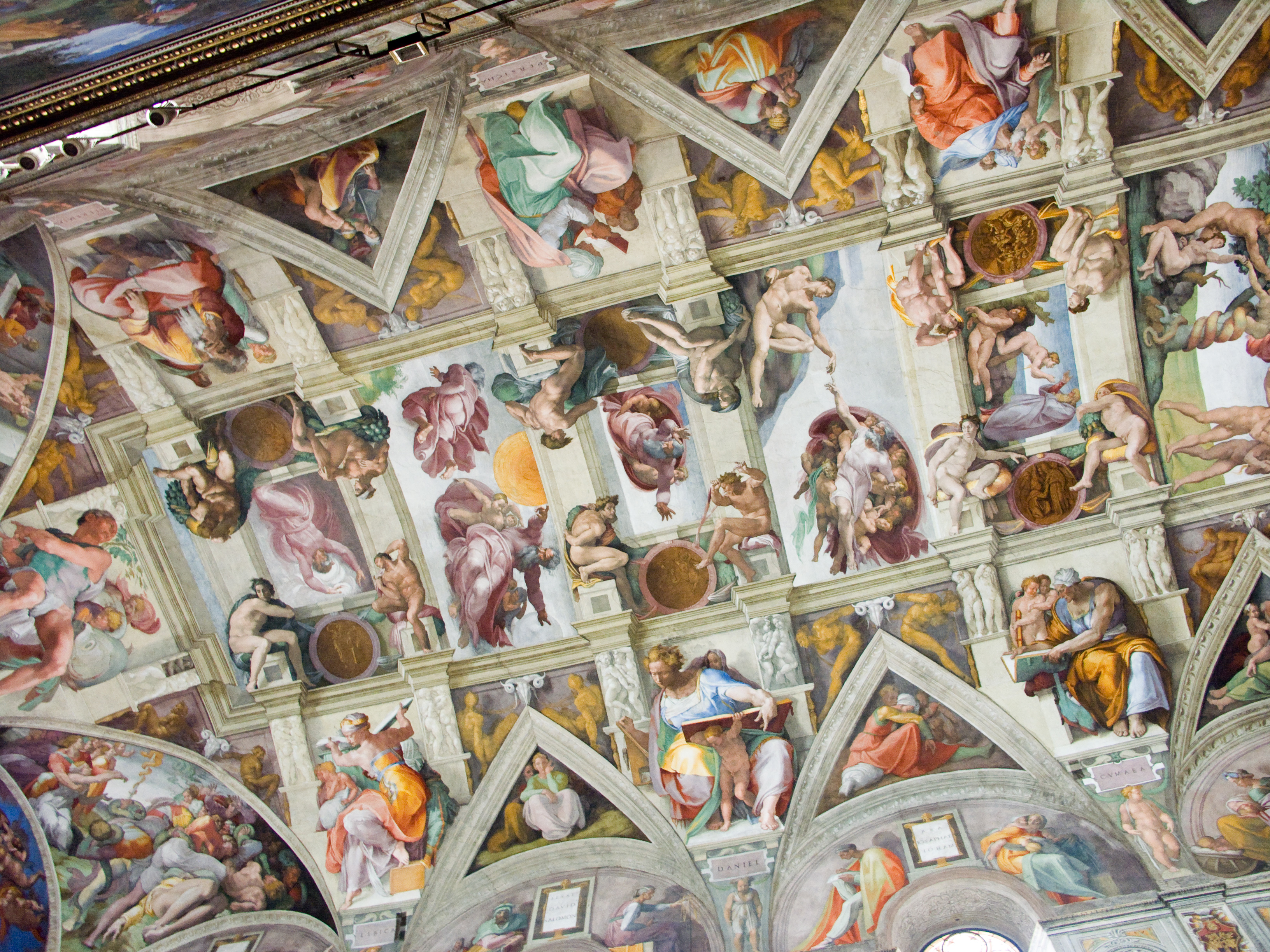
Стеля Сікстинської капели
(після реставрації)

Підготовчі роботи розпочалися ще в 1979 році. Розчищення та реставрація розпису стелі тривали з 1980 до 1994. У результаті було знято відкладення кіптяви, й тьмяні кольори поступилися місцем яскраво-рожевому, лимонно-жовтому і зеленому; чіткіше проявилися контури та співвідношення фігур й архітектури. Мікеланджело виявився тонким колористом: він зумів підсилити скульптурне сприйняття натури за допомогою кольору і врахував висоту стелі (18 м), яка у XVI столітті не могла бути освітлена так само яскраво, як це можливо зараз.
Результати реставрації також не уникнули критики.

#### Гробниця папи Юлія ІІ: Другий проєкт
Папа Юлій II помер у 1513. Престол заступив Лев Х з родини Медічі. 6 травня 1513 року було підписано договір на другий проєкт гробниці — значно менший. З 1513 по 1516 рр. Мікеланджело працював над скульптурами для гробниці Юлія II: фігурами двох рабів — «Раб, що рве пута» та «Вмираючий раб» (Лувр), і скульптурою «Мойсея» (Сан-П'єтро-ін-Вінколі, Рим). 8 липня 1516 року було підписано договір на третій проєкт гробниці.

##### «Мойсей»

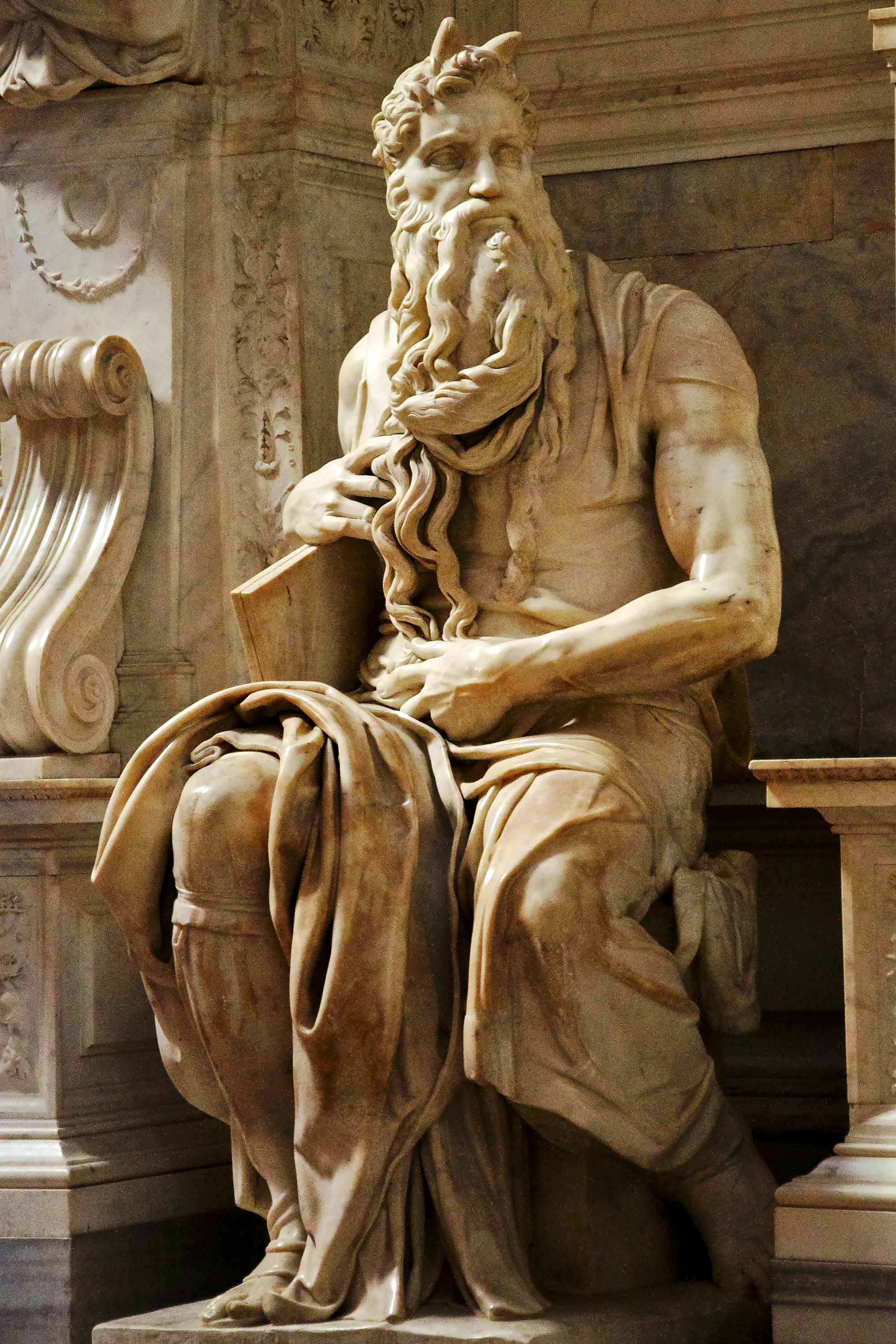
«Мойсей»

Характерною особливістю Мойсея Мікеланджело є наявність «рогів» — променів світла, що було спричинено помилкою у перекладі Біблії латинською мовою (т. зв. «Вульґата»).
«Мойсей» дивиться ліворуч, як і «Давид»; у ньому немов закипає обурення, коли він бачить поклоніння золотому тільцю. Права частина його тіла напружена, до боку притиснуті скрижалі, а різкий рух правої ноги підкреслено перекинутою через неї драперією. Цей гігант, один із пророків, втілює terribilita, «загрозливу силу». Остаточно статуя була дороблена значно пізніше, у 1542 році.

##### Раби
«Вмираючий раб» — знесилений, він немов намагається піднятися, але в безсиллі завмирає, схиливши голову під заламаною назад рукою. «Раб, що рве пута» зображений в різкому повороті, подібно до «Євангеліста Матвея».
Раби не ввійшли до остаточного варіанту гробниці — і Мікеланджело подарував їх Роберто Строцці.

### Повернення до Флоренції
Роки між 1515 та 1520 були часом пригніченості Мікеланджело. На нього чинили тиск спадкоємці Юлія II, й одночасно він служив новому папі з роду Медічі. У 1516 він одержав замовлення на оздоблення фасаду родинної церкви Медічі у Флоренції — Сан Лоренцо. 1517 року Мікеланджело провів багато часу в Каррарі, розробив модель фасаду церкви. 19 січня 1518 року договір було підписано, але уже через два роки, 10 травня 1520 р., його скасували. 1519 року він розпочав роботу над «Христом із хрестом» (Санта Марія сопра Мінерва, Рим), яку закінчив 1520 року. Можливо, саме в цей же час скульптор почав роботу над статуями чотирьох рабів (Академія, Флоренція), що так і залишилися незавершеними.
25 вересня 1520 року народився племінник Ліонардо (син Буонаррото).
1525 роком датовано четвертий проєкт гробниці Юлія ІІ. З 1526 року Мікеланджело перестав підписуватися «Мікеланджело, скульптор», а почав використовувати своє повне ім'я.
На початку 1500-х років Мікеланджело постійно їздив із Флоренції до Рима, й назад, але перемовини із Джуліо ді Джуліано де Медічі (майбутнім папою) щодо Нової сакристії (капела Медичі) у церкві Сан Лоренцо та бібліотеки Лауренціана утримували Мікеланджело у Флоренції до 1534 року.

#### Капела Медічі

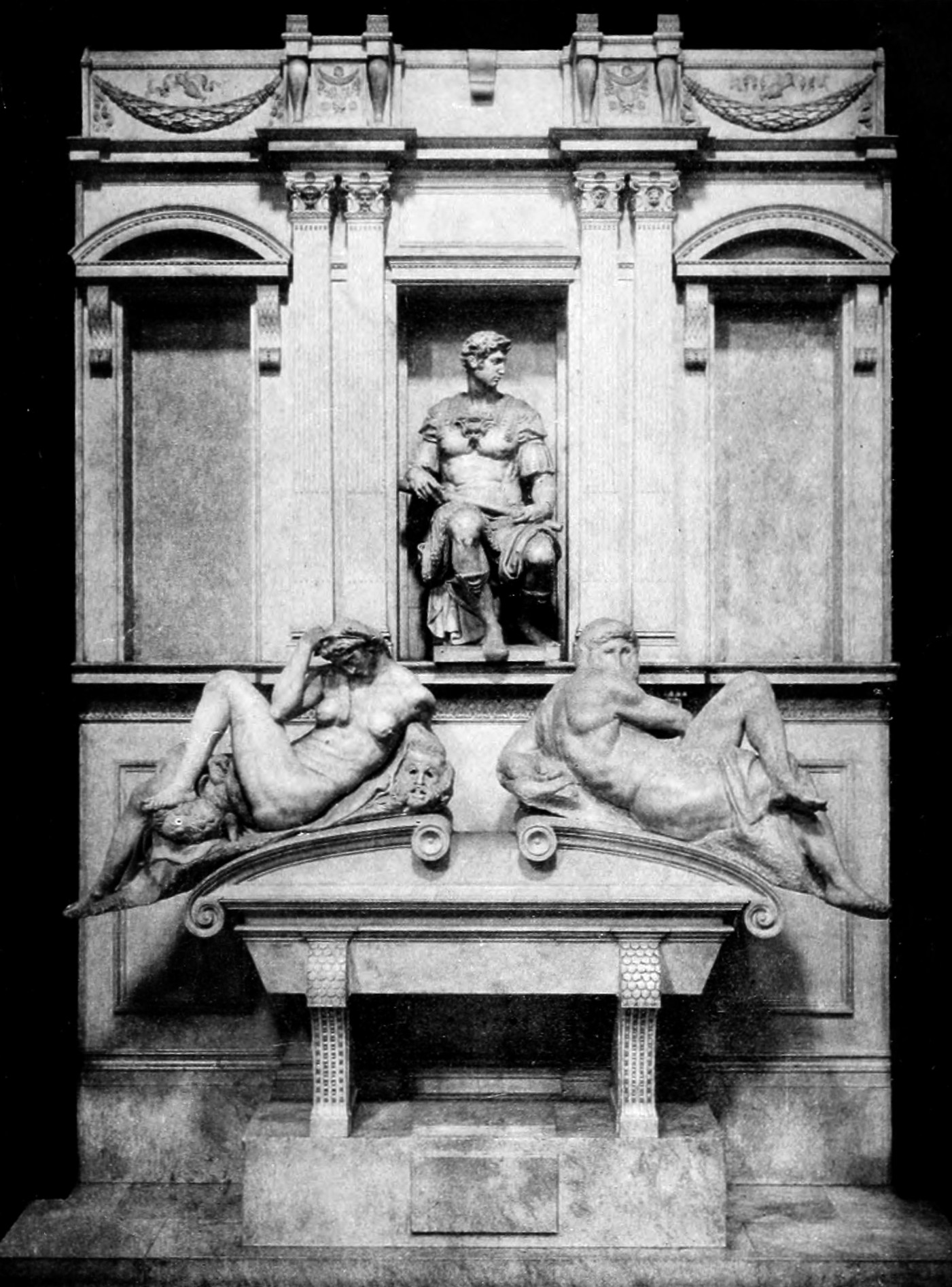
Нова сакристія церкви Сан Лоренцо. Надгробок Джуліано Медічі

Ранній ескіз капели — з чотирма вільно розташованими гробницями — датований листопадом 1520 року.
Нова сакристія церкви Сан Лоренцо (капела Медічі) складала пару Старої, побудованої Брунеллескі сторіччям раніше; вона залишилася недобудованою через від'їзд Мікеланджело до Рима в 1534 році. Нова сакристія була задумана як меморіальна капела Джуліано Медічі, брата Папи Римського Лева, і Лоренцо, його племінника, які померли молодими. Сам Лев Х помер в 1521 році, і незабаром на папському престолі опинився інший член сім'ї Медічі, папа Климент VII, який активно підтримував цей проєкт.
«Мадонна з немовлям», «Вечір», «Ранок» та «Лоренцо II Медічі» були майже завершені у березні 1526 року, але вже у квітні 1527 року роботи над капелою були зупинені.
1528 року він одержав нове замовлення від Флорентійської республіки — на статую «Геркулеса», але воно не було виконане. Того ж року, 2 липня помирає від чуми брат Буонаррото. З жовтня 1528 року по серпень 1530 року Мікеланджело займається інженерними роботами щодо оборони міста, входить до складу Вищої воєнної ради Флоренції. «Ранок» та «Ніч» остаточно завершені в 1531 році.
Ефект скульптур «Джуліано» та «Лоренцо» побудований на контрастах. Лоренцо задумливий і споглядальний. Алегорії «Вечора» й «Ранку», що розміщені під ним, настільки розслаблені, що, здається, можуть зісковзнути із саркофагів, на яких лежать. Фігура «Джуліано», навпаки, напружена — він тримає у руці жезл полководця. Розташовані під ним «Ніч» і «День» — могутні, атлетичні фігури, скорчені в болісній напрузі. Існує припущення, що «Лоренцо» втілює споглядальний початок, а «Джуліано» — дієвий.
Коли Мікеланджело, в 1534 році, виїхав до Рима, скульптури ще не були встановлені й перебували на різних стадіях завершеності[н]. Нариси, що збереглися, свідчать про напружену роботу, що передувала їх створенню: були проєкти єдиної гробниці, подвійної гробниці, і такої, що стоїть вільно.
Можливо, що статуя «Хлопчик, що скорчився» (Ермітаж, Санкт-Петербург) теж призначалася для капели.

#### Бібліотека Лауренціана
У січні 1524 року Мікеланджело працював над проєктами бібліотеки, будівництво якої розпочали восени.
Читальний зал бібліотеки Лауренціана є довгим приміщенням із сірого каменю та світлими стінами. Вестибюль, високе приміщення з численними втопленими в стіну подвоєними колонами, немов насилу стримує сходи, що виливаються на підлогу. Сходи були закінчені лише у кінці життя Мікеланджело, а вестибюль було завершено тільки у 20 столітті. Це був перший проєкт Мікеланджело, у якому він не використав скульптурних елементів.

#### «Геній перемоги»
Приблизно в 1530 році Мікеланджело створив невелику мармурову статую «Аполлона» (Флоренція, Барджелло) і скульптурну групу «Геній перемоги» (Палаццо Веккіо, Флоренція). «Геній перемоги» — гнучка витончена фігура з полірованого мармуру, яку підтримує фігура старого, що лише злегка піднімається над грубою поверхнею каменя. Ця група демонструє близький зв'язок Мікеланджело із мистецтвом таких вишуканих маньєристів, як Бронзіно, і є першим зразком поєднання закінченості та незавершеності для створення виразного образу.
До цього ж періоду належить втрачена картина Мікеланджело — «Леда і лебідь».
1531 року помирає батько Мікеланджело, Лодовіко.
29 квітня 1532 року підписано договір про п'ятий проєкт гробниці папи Юлія II. За ним до гробниці мають входити статуї: «Молодий раб», «Бородатий раб», «Атлант», «Раб, що пробуджується» та «Геній перемоги».

### Перебування у Римі

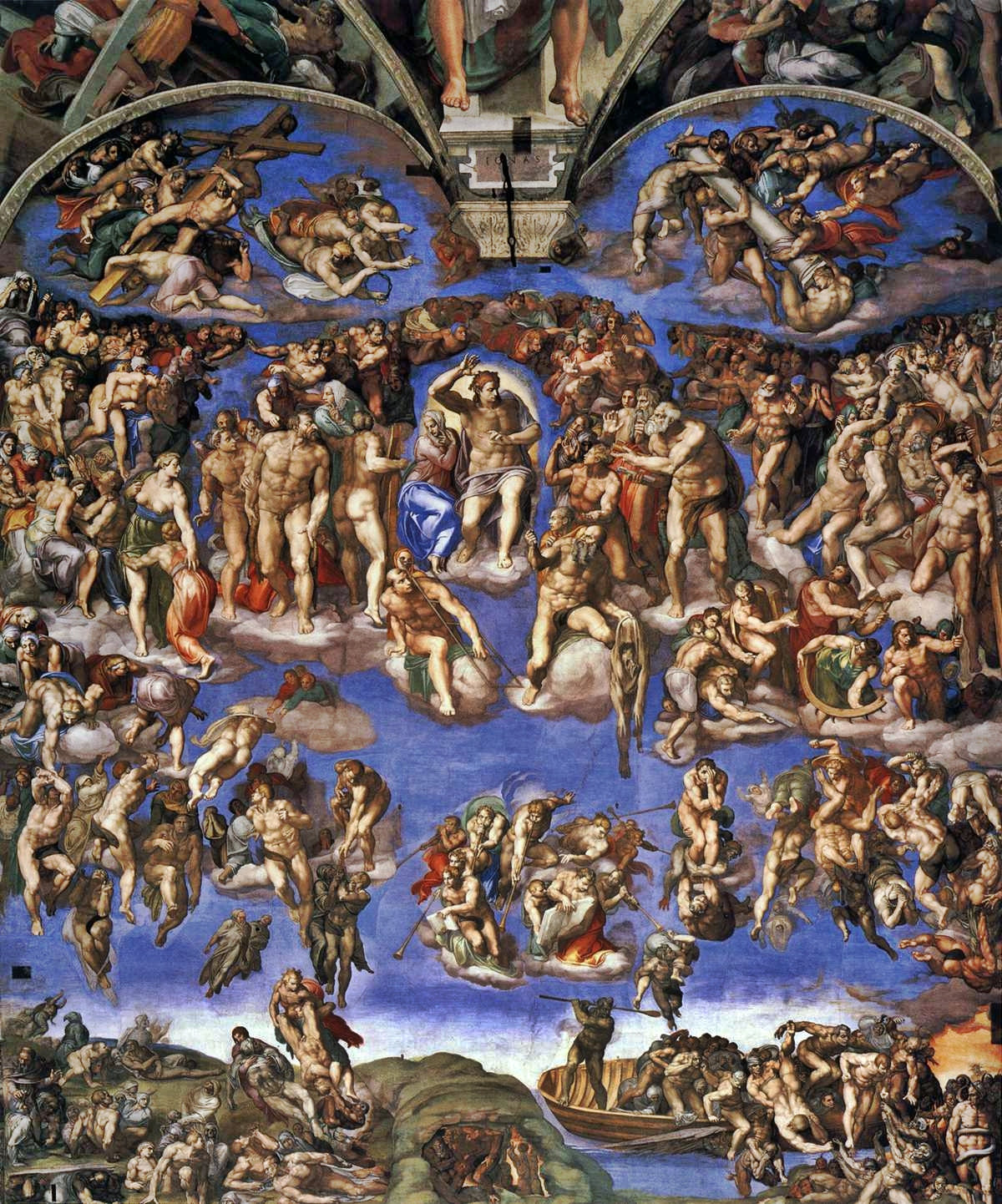
«Страшний Суд»

1534 року Мікеланджело переїхав до Рима. У цей час Климент VII обдумував тему фрескового розпису вівтарної стіни Сікстинської капели, зупинившись на темі Страшного суду. 25 вересня того ж року він помер, а новим папою став Павло III (Алессандро Фарнезе).
Уже 1 вересня 1535 року Мікеланджело було призначено головним архітектором, скульптором та живописцем Ватикану.

#### «Страшний Суд»
Робота над фрескою розпочалася у квітні-травні 1536 року і тривала до жовтня 1541 року. Врочисте відкриття вібулося — 31 жовтня 1541 року. Тут Мікеланджело відступив від традиційної композиції Страшного суду — його робота не є сукупністю окремих частин. Твір наповнений могутнім рухом: скелети встають із землі, врятована душа піднімається вгору по гірлянді з троянд, чоловік, якого диявол тягне вниз, із жаху закриває обличчя руками. Центральні фігури Христа та Марії привертають увагу глядача, усе інше відбувається довкола них. Як зазначив Вазарі — «тут взято до уваги все, що потребує твір такого роду; художник створив його після тривалого вивчення і великої роботи».
Твір піддавався критиці ще у процесі роботи — зображення такої кількості голих тіл вважалося за «безсоромність». А вже на Тридентському соборі це було засуджено, як і зображення безбородого Христа та включення до композиції Харона. Ще за життя митця на деяких постатях було домальовано шати, перемальовано деякі фрагменти. Після смерті Мікеланджело цензура посилилася. Часткове відновлення первинного вигляду фрески відбулося протягом 1990 —1994 років, коли було проведено реставрацію роботи.

#### Капела Паоліна

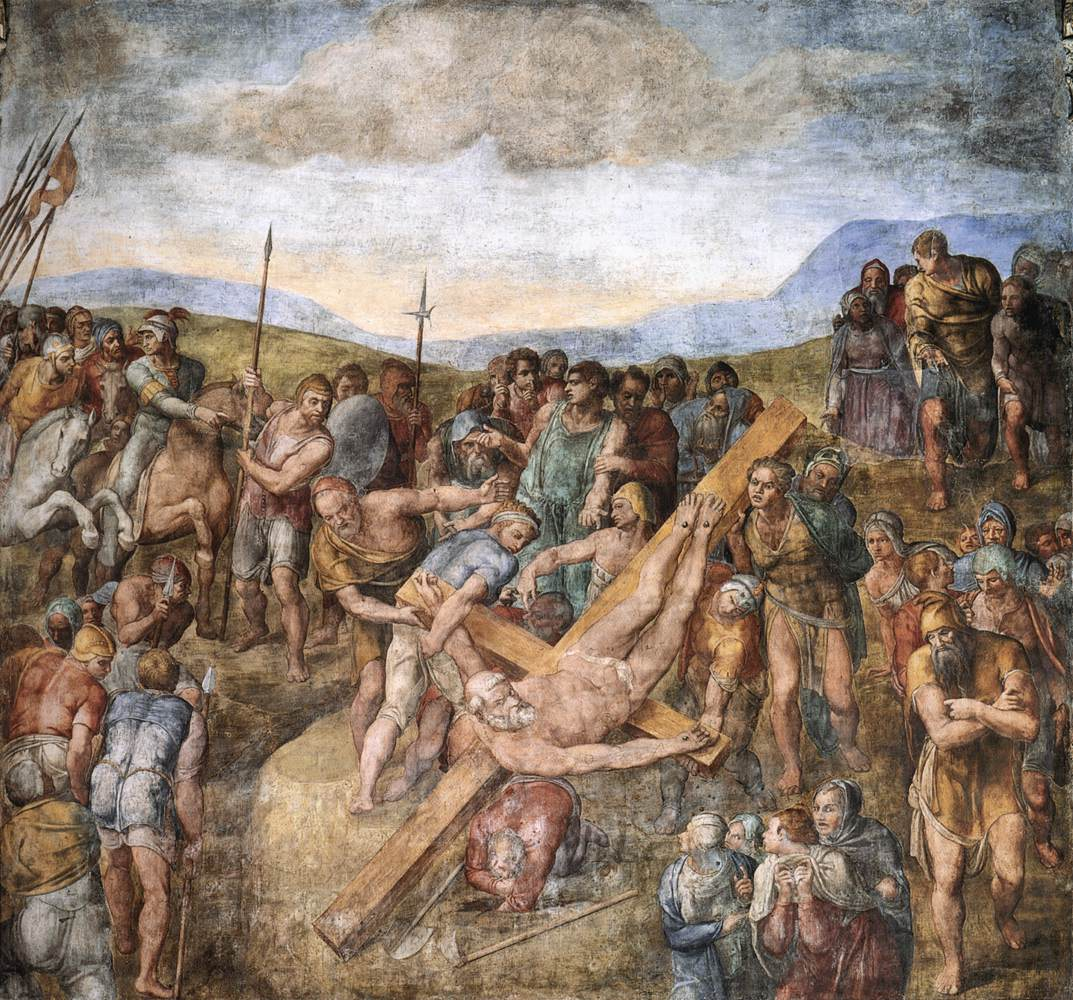
«Розп'яття святого Петра»

Павло III замовив фрески для капели Паоліна (капела Павла). Там Мікеланджело створив композиції «Навернення Павла» та «Розп'яття святого Петра» (між 1542 — 1550 рр.) — твори, в яких порушені ренесансні норми композиції. Їх духовна насиченість не була оцінена; у них бачили лише те, що «живопис, зокрема робота над фрескою, для старих людей не годиться».
Наприкінці 1530-х років Мікеланджело займався переважно архітектурними проєктами, і побудував декілька будівель в Римі, серед них найзначнішим є комплекс споруд на Капітолійському горбі, а також проєкти для собору Святого Петра.
Цей же період позначений його дружбою із Вітторією Колонна.

#### Площа Кампідольо

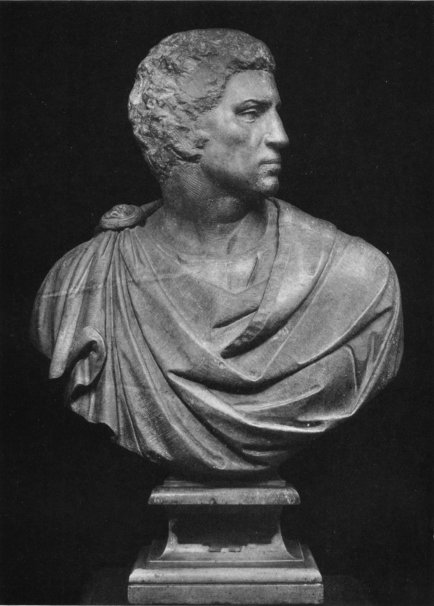
«Брут»

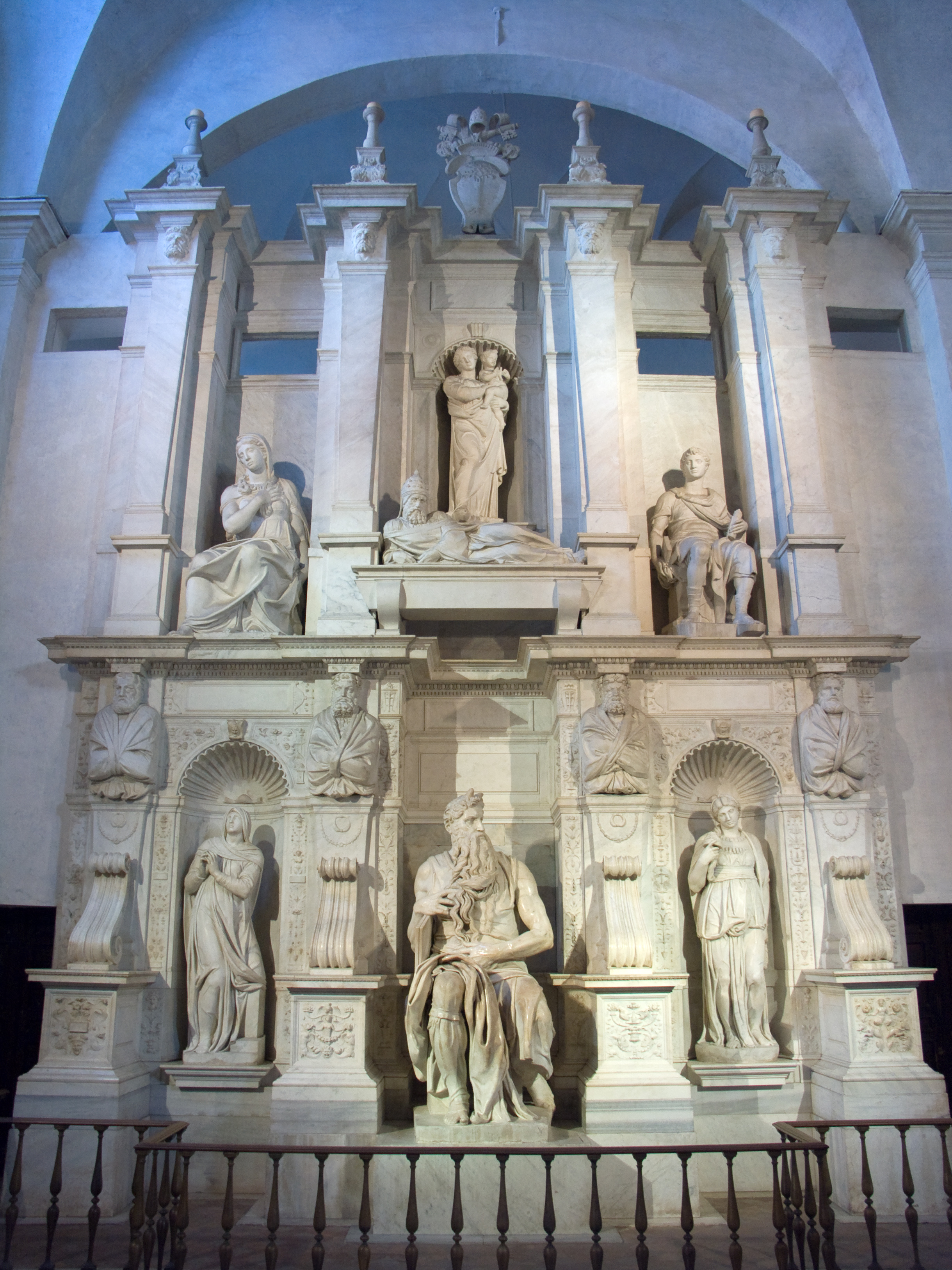
Гробниця папи Юлія ІІ

У 1538 році на Капітолії була встановлена копія римської кінної бронзової статуї імператора Марка Аврелія. Згідно із проєктом Мікеланджело, її обрамленням із трьох сторін стали фасади палаців. Найвищий із них — Палац сенаторів, розташований у центрі площі зі сходами з обох боків. На бічних фасадах встановили величезні, завбільшки у два поверхи пілястри Коринфа, увінчані карнизом із балюстрадою та скульптурами. Комплекс Капітолія був багато прикрашений стародавніми написами й скульптурами, символіка яких затверджувала потужність стародавнього Риму.
У 1539 році — бюст «Брута». Відомо, що в липні 1544 року Мікеланджело висловив згоду за свій кошт зробити кінну статую Франциска І, якщо той «поверне Флоренції свободу».
20 серпня 1545 року — останній договір щодо шостого проєкту гробниці Юлія II. У своєму теперішньому вигляді вона була завершена в 1545 році.

#### Гробниця папи Юлія ІІ: Завершення
Майстер встиг зробити тільки три статуї — «Мойсея», «Рахиль» та «Лію». Надгробок встановили в церкві Сан-П'єтро-ін-Вінколі (Святого Петра в оковах), де папа служив за життя, а не у соборі Святого Петра, як планувалося раніше. Центральною статуєю проєкту став «Мойсей», якого Лібман називає «певним чином портретом, фізичним та духовним, Юлія II».
Кондіві стверджував, що гробниця була «трагедією» всього життя Мікеланджело, адже йому так і не вдалося завершити її такою, якою вона бачилася спершу. Воллес зазначає, що: «(…)уявляти якою гробниця могла б бути — це відмовлятися бачити те, що Мікеланджело вдалося досягти».
У жовтні 1546 року Мікеланджело починає керувати будівництвом Палаццо Фарнезе у Римі.

#### Собор Святого Петра

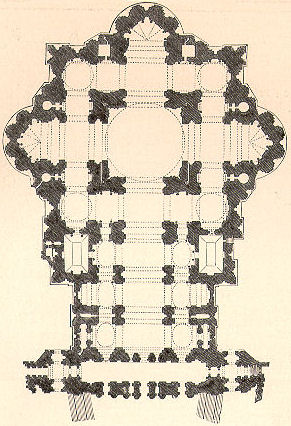
План Собору Святого Петра
(за Мікеланджело)

У 1546 році помер Антоніо да Сангалло, і Мікеланджело став головним архітектором собору 1 січня 1547 року. План Браманте 1505 року передбачав споруду центричного храму, але невдовзі по його смерті був прийнятий традиційніший базилікальний план Сангалло. Мікеланджело вирішив прибрати складні неоготичні елементи плану Сангалло й повернутися до простого, строго організованого центричного простору, над яким домінував величезний купол на чотирьох опорах. Мікеланджело не вдалося повністю утілити цей задум, але він встиг побудувати задню та бічні стіни собору із велетенськими пілястрами коринфського ордеру, з нішами й вікнами між ними. Купол завершив Джакомо делла Порта, уже після смерті Мікеланджело.
1548 року португальський художник Франциско д'Оланда завершив свій трактат «Da Pintura Antiga» («Про античний живопис»), у другій частині якого містилися т. зв. «Римські діалоги» або «Діалоги з Мікеланджело». Ці «діалоги» стосувалися періоду розпису Сікстинської капели (фреска «Страшний суд»). Книга була опублікована тільки у 1896 році (Francisco D'Ollanda, Quatro Dialogos Da Pintura Antiga, Porto, 1896), перший переклад італійською — 1926, англійською — 1928.
9 січня 1548 року помер брат Джовансімоне. Наступного року були завершені проєкти для бібліотеки Лауренціана. 1550 — обидві фрески капели Паоліна.
За свідченнями французького дипломата та криптографа Блеза де Віженера, який у 1550 році відвідав Рим і бачив сімдесятип'ятирічного Мікеланджело за роботою, скульптор «не був дуже сильним, однак, за п'ятнадцять хвилин він відколов від дуже важкої брили мармуру більше, аніж троє молодих каменярів могли б зробити за втричі чи учетверо більше часу (…) Одним ударом він відсікав куски у три-чотири пальці товщиною, і так точно у наміченому місці, що якби він зачепив ще трохи мармуру, то ризикував би знищити всю роботу».

#### «П'єта II»

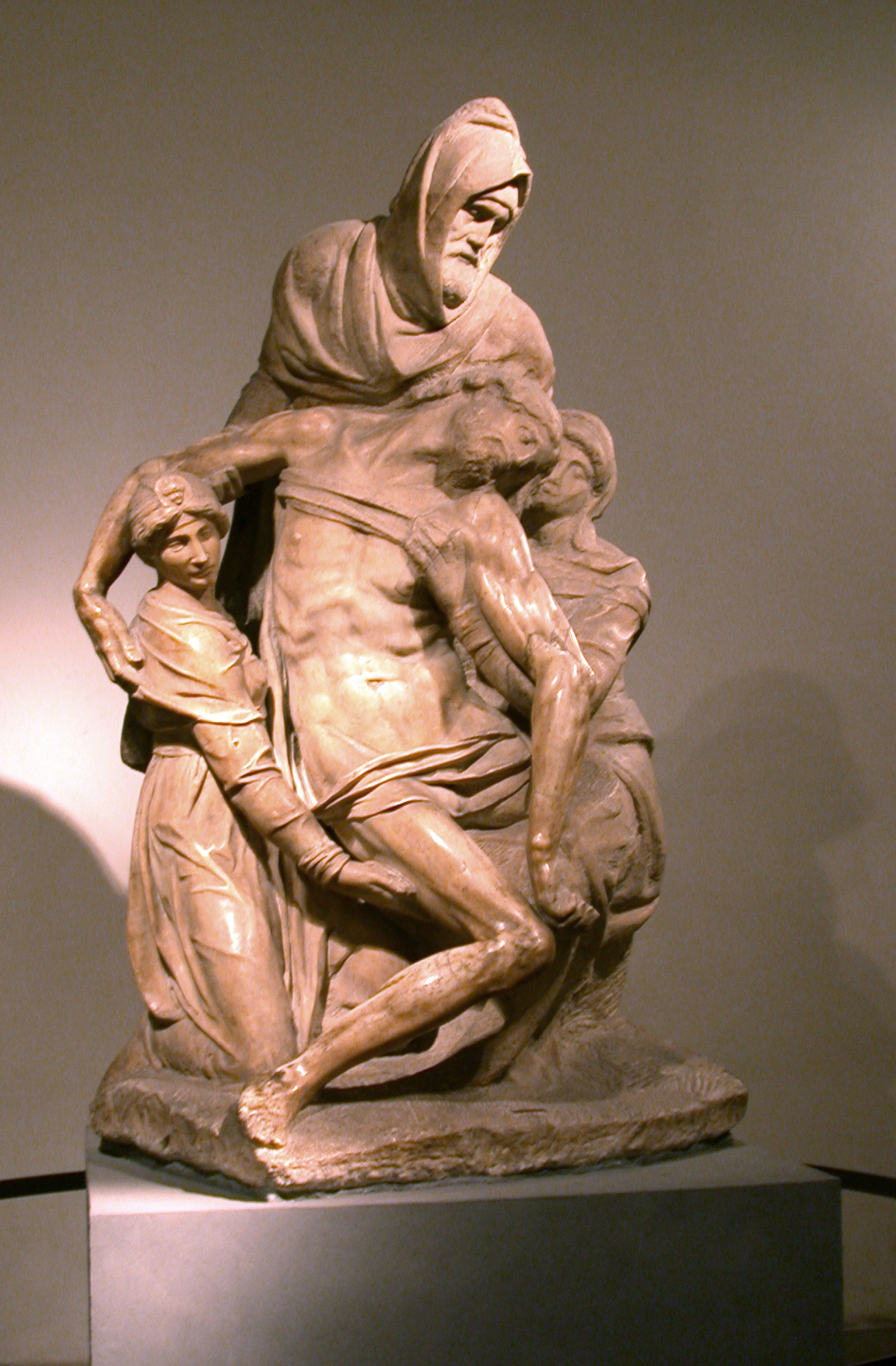
«П'єта II»

З кінця 1540-х років до 1555 року Мікеланджело працював над скульптурною групою «П'єта» (Собор Санта Марія дель Фйоре, Флоренція). Мертве тіло Христа тримає Святий Никодим, а з двох сторін підтримують Богоматір і Марія Магдалина (закінчена фігура Христа і частково Святої Магдалини). На відміну від «П'єти» собору Святого Петра, ця група є більш площинна й незграбна, а увага зосереджена на зламаній лінії тіла Христа. Розташування трьох незавершених голів створює драматичний ефект, рідкісний у творах із цим сюжетом. Можливо, голова Святого Никодима була ще одним автопортретом старого Мікеланджело, а сама статуя призначалася для його могили. Виявивши тріщину в камені, він розбив скульптуру молотком. Лео Стайнберґ вважав, що Мікеланджело знищив статую, бо відчував якусь межу виразності свого мистецтва[п].
Пізніше статую було відновлено його учнями.
13 листопада 1555 року помирає брат Джізмондо, а 3 грудня — помічник Урбіно.

#### «П'єта Ронданіні»
«П'єта Ронданіні» (Кастелло Сфорцеська, Мілан), ймовірно, була розпочата 1555 року. Композиція — самотня Богоматір підтримує мертве тіло Христа. Сенс цього твору — трагічна єдність матері та сина, де тіло зображене настільки схудлим, що не залишається надії на повернення життя.
За шість днів до смерті Мікеланджело працював над іншим варіантом П'єти, можливо, це була «Палестринська П'єта».

### Смерть та поховання
А він боявся впасти на юрму.

Сміялись в спину скіфи і етруски.

І він зірвавсь. Не боляче йому,

бо він розбився на камінні друзки.

І ось лежить. Нема кому стулить

його в одне на плитах базиліки...
Л. Костенко,
«Чекаю дня, коли собі скажу...»

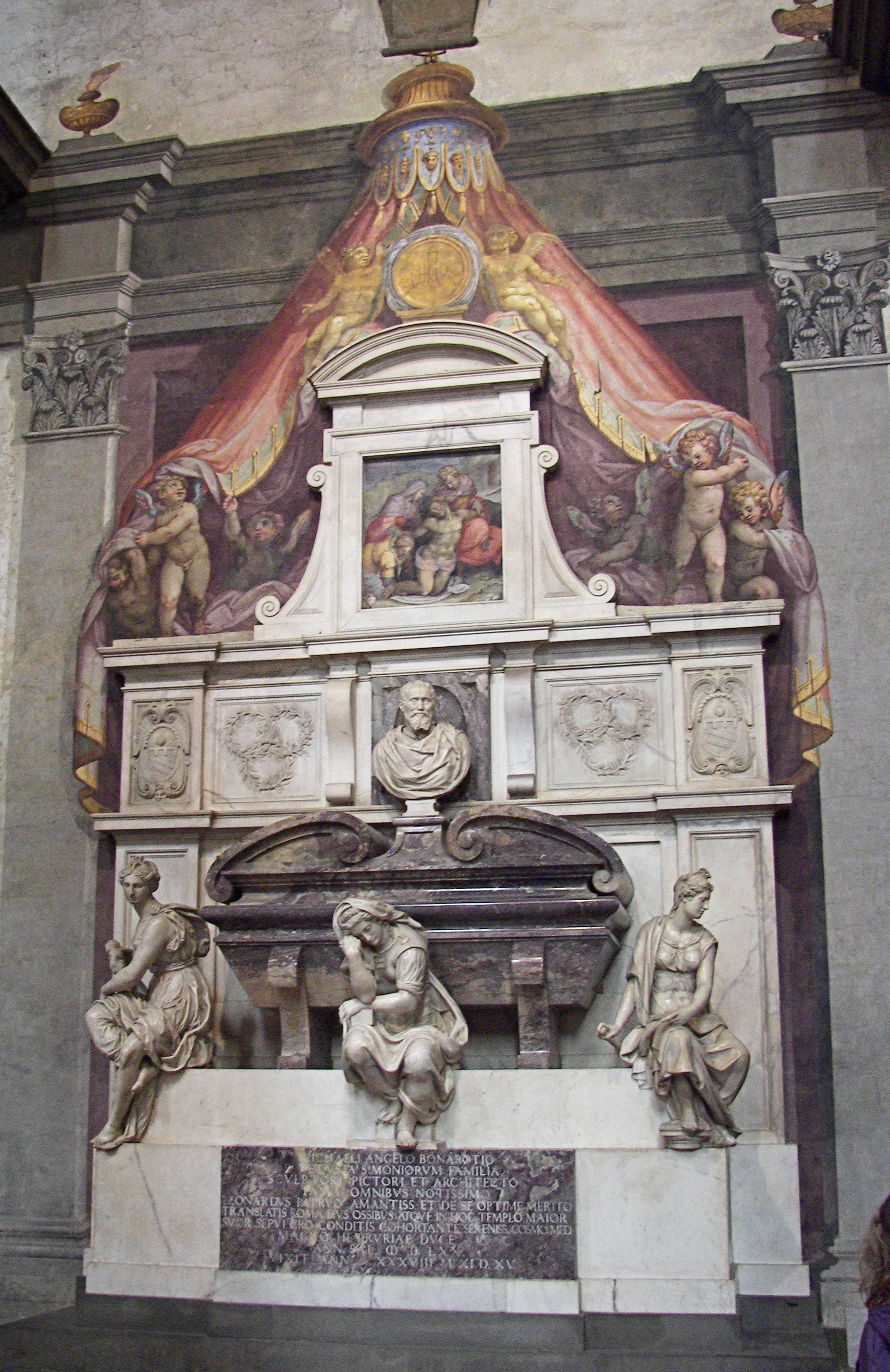
Могила Мікеланджело

За кілька днів до смерті Мікеланджело, в Рим прибув його племінник, Леонардо, якому 15 лютого по прохання Мікеланджело написав листа Федеріко Донаті.
Мікеланджело помер 18 лютого 1564 року в Римі. Свідками його смерті були Томмазо Кавальєрі, Даніеле да Вольтерра, Діомеде Леоні, лікарі Федеріґо Донаті та Ґерардо Фіделіссімі, і слуга Антоніо Францезе. Мікеланджело заповів «душу — Богові, тіло — землі, майно — найближчим родичам». Він сказав, що хоче, щоб його поховали у Флоренції.
Папа Пій IV збирався поховати Мікеланджело у Римі, звівши йому гробницю в соборі Святого Петра. 20 лютого 1564 року тіло Мікеланджело було тимчасово покладено в церкві Санті-Апостолі.
На початку березня тіло скульптора було таємно перевезено до Флоренції й урочисто поховано 14 липня 1564 року в францисканській церкві Санта Кроче, неподалік могили Макіавеллі.

#### Гробниця Мікеланджело
Могилу Мікеланджело проєктував Вазарі. На могилі сидять три музи — «Скульптура» (автор Валеріо Чолі), «Живопис» та «Архітектура» (автор обох — Джованні Баттіста Лоренці). Портрет-бюст Мікеланджело над музами — теж авторства Джованні Баттіста Лоренці, а фреска «Оплакування» (П'єта) — Джованні Батіста Налдіні.
По обидва боки від бюста — барельєфи із трьох переплетених вінків (лавровий, дубовий та оливковий), які символізують собою єдність трьох мистецтв. Схожим на кільця Борромео штампом (із літерою «М» в одному із зовнішніх секторів) сам Мікеланджело позначав вибраний ним мармур.
Гробниця була збудована протягом 1564 —1574 років. Вона стала зразком для проєктів наступних поховань, наприклад, для могили Галілео Галілея (авторства Джованні Фоджіні), яка розміщена навпроти. Також у церкві є меморіал Данте (зведений у 1800-х роках).

## Поетична спадщина

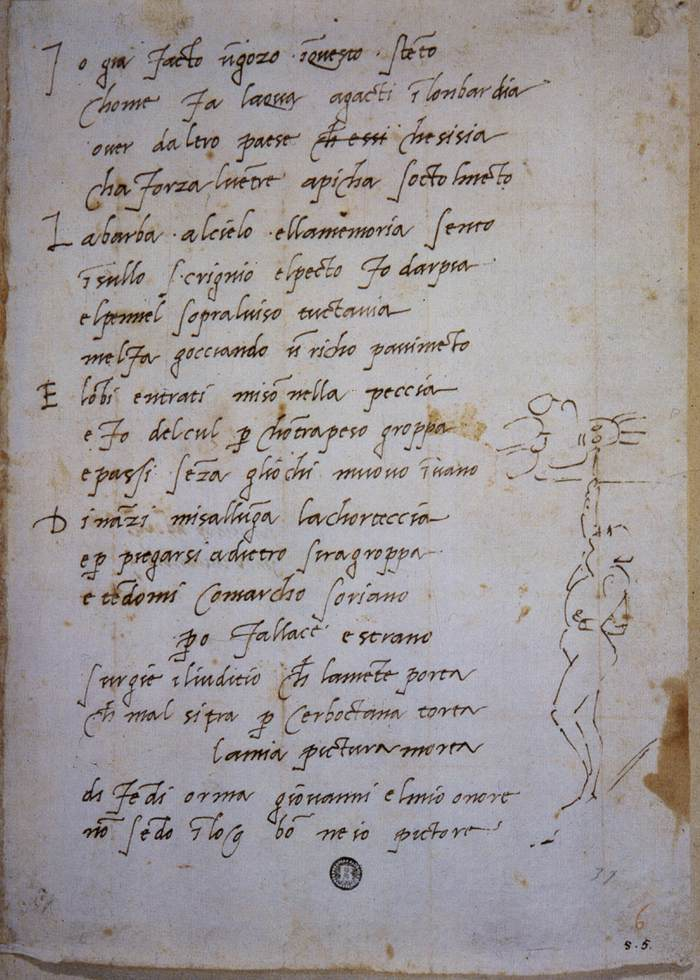
Сонет Мікеланджело із карикатурою
(українською переклав М. Фішбейн)

Поезія Мікеланджело вважається одним із найяскравіших зразків епохи Відродження, хоча Абрам Ефрос, російський мистецтвознавець та перекладач, назвав поезію «молодшою із муз Мікеланджело». Збереглося майже 300 його віршів. Основні теми — оспівування людини, гіркота розчарування та самотність митця. Найулюбленіші поетичні форми — мадригал і сонет. За Р. Ролланом, Мікеланджело почав писати вірші ще у дитинстві, однак, їх залишилося не так багато, бо у 1518 р., він спалив більшість своїх ранніх віршів, а ще частину знищив уже пізніше, перед смертю.
Окремі його вірші було опубліковано у роботах Бенедетто Варкі (італ. Benedetto Varchi), Донато Джаннотті (італ. Donato Giannotti), Джорджо Вазарі та інших. Друзі, Луїджі Річчо та Джаннотті запропонували йому відібрати кращі вірші для публікації. 1545 року Джаннотті взявся за підготовку першої збірки Мікеланджело, однак, справа далі не пішла — 1546 року помер Луїджі, а 1547 року — Вітторія. Мікеланджело вирішив відмовитися від цієї ідеї, вважаючи її марнославством.
Таким чином, за життя зібрання його поезій не друкувалися, а першу збірку було опубліковано аж у 1623 році його племінником Мікеланджело Буонарроті (молодшим) під назвою «Вірші Мікеланджело Буонарроті, зібрані його племінником» у флорентійському видавництві «Джунтіне» (італ. Giuntine). Це видання було неповним, і містило певні неточності. У 1863 році Чезаре Ґуасті (італ. Chesare Guasti) видав перше точніше видання поезій митця, яке, однак, не було хронологічним. У 1897 році вийшло видання німецького мистецтвознавця Карла Фрея (нім. Karl Frey) «Вірші Мікеланджело Буонарроті, зібрані й прокоментовані доктором Карлом Фреєм» (Берлін). Видання Ензо Ное Джирарді (Барі, 1960) (італ. Enzo Noe Girardi) складалося із трьох частин, і було значно досконалішим за видання Фрея щодо точності відтворення тексту та вирізнялося кращою хронологією розташування віршів, хоча й не цілком беззаперечною.
Українською мовою його твори перекладали М. Бажан (підготував видання сонетів Мікеланджело з репродукціями його малярських творів), І. Драч, Г. Кочур), М. Литвинець, Д. Павличко, М. Фішбейн, Павло Грабовський та інші.

### Використання в музиці
Ще за його життя частина віршів була покладена на музику. Серед найвідоміших композиторів-сучасників Мікеланджело — Якоб Аркадельт («Deh dimm’ Amor se l'alma» та «Io dico che fra voi»), Бартоломео Тромбончіно, Констанцо Феста (втрачений мадригал на вірш Мікеланджело), Жан де Консей (також — Консиліум).
Також на його слова писали такі композитори як Ріхард Штраус (цикл із п'яти пісень — перша на слова Мікеланджело, решта — Адольфа фон Шака, 1886), Гуґо Вольф (вокальний цикл «Пісні Мікеланджело», 1897) та Бенджамін Бріттен (цикл пісень «Сім сонетів Мікеланджело», 1940).
31 липня 1974 року Дмитро Шостакович написав сюїту для басу та фортепіано (опус 145). До сюїти (вокального циклу) ввійшло вісім сонетів і три вірші митця (переклад — Абрама Ефроса)[с]. 1988 року Юрій Іщенко завершив кантату «Чтоб вырвать мысль из каменных объятий» для тенора та симфонічного оркестру в 3-х частинах на вірші Мікеланджело (переклад Олександра Махова).
2006 року сер Пітер Максвелл Девіс завершив роботу над «Tondo di Michelangelo» (для баритону та фортепіано). До твору ввійшло вісім сонетів Мікеланджело. Прем'єра відбулася 18 жовтня 2007 року.
2010 року австралійський композитор Метью Дьюї написав твір «Il tempo passa: music to Michelangelo» (для баритону, альта та фортепіано). У ньому використовується сучасний переклад поезій Мікеланджело англійською мовою. Світова прем'єра твору відбулася 16 січня 2011 року.

## Зовнішність
Ромен Роллан[т]

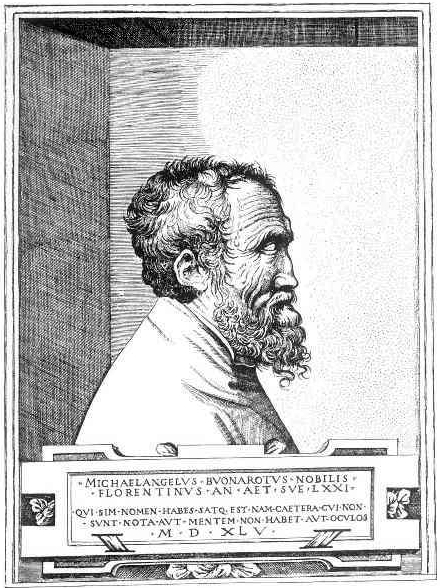
Гравюра з портретом Мікеланджело (Кондіві)

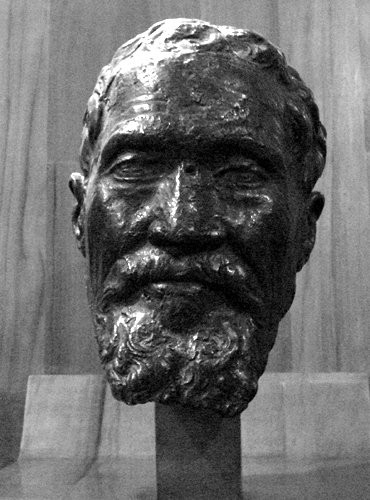
Бюст Мікеланджело
(Даніеле да Вольтерра, 1564)

Існує декілька портретів Мікеланджело. Серед них — Себастьяно дель Пьйомбо (бл. 1520), Джуліано Буджардіні, Якопіно дель Конте (1544 —1545 рр., Галерея Уффіці), Марчелло Венусті (музей у Капітолії), Франциско д'Оланда (1538 —1539 рр.), Джуліо Бонасоне (1546) та інші. Також його зображення було у біографії Кондіві, яка вийшла в 1553 році, а в 1561 році Леоне Леоні викарбував монету із його зображенням.
Описуючи зовнішність Мікеланджело, Ромен Роллан обрав за основу портрети Конте та д'Оланда:
|  | Мікеланджело був середнього зросту, широкий у плечах і м'язистий (...). Голова у нього була кругла, чоло квадратне, пооране зморшками, із сильно вираженими надбровними дугами. Чорне, досить рідке волосся, злегка кучерявилося. Невеликі світло-карі очі, колір яких постійно змінювався, всіяні жовтими та блакитними цятками (...). Широкий прямий ніс з невеликою горбинкою (...). Тонко окреслені вуста, нижня губа трохи випинає. Ріденькі бакенбарди, і роздвоєна негуста борідка фавна (...) вилицювате обличчя зі впалими щоками |

Тим не менше, в кінематографі віддавали перевагу зображати його привабливішим, ніж він був насправді.
Мікеланджело не залишив по собі жодного задокументованого автопортрета, однак, низка його робіт дослідниками вважається за можливі зображення митця. Серед них — «Святий Прокл Болонський», голова Олоферна у фресці «Юдиф та Олоферн» на стелі Сикстинської капели, переможений у групі «Геній перемоги», обличчя на знятій шкірі Святого Варфоломея (фреска «Страшний суд»), Святий Никодим у «П'єті II» тощо.
Вважається також, що він зображений на фресці Рафаеля «Афінська школа», хоча це твердження не є однозначним.
Після смерті Мікеланджело, Даніеле да Вольтерра зробив посмертну маску скульптора та його бюст.

## Особисте життя
Мікеланджело, сонет CIX
Мікеланджело був самотнім. За свідченнями Кондіві він жив як монах, і саме пристрасть до роботи віддалила його від людей, від спілкування із ними. Проте він дуже переймався справами своєї родини, адже для нього було важливо «не дати згаснути нашому роду». Однак, із п'яти синів Лодовіко, тільки Буонаррото одружився. Після його смерті залишилося двоє дітей — Франческа (Чекка) та Ліонардо. Дівчинку Мікеланджело віддав у монастир для виховання, а коли вона вийшла заміж у 1548 році за Мікеле ді Нікколо Гвіччардіні — подарував їй свій маєток у Поццолатіко. Мікеланджело сам брав активну участь у пошуках нареченої для свого племінника. У листі до Ліонардо від 24 червня 1552 року, він писав:
|  | (…) не хочу, щоб наш рід перервався на нас. Я розумію, звісно, що світ не пропаде, якщо ти не одружишся, але кожна істота прагне залишити нащадків. Тому і я хочу, щоб Ти одружився |

16 травня 1553 року Ліонардо одружився із Кассандрою Рідольфі. У подружжя незабаром з'явилися діти: 1554 року — Буонаррото, 1555 — Мікеланджело. Останній невдовзі помер.
Складні стосунки у нього склалися із іншими двома визнаними геніями епохи — Леонардо да Вінчі та Рафаелем Санті. Відомо, що П'єтро Содеріні «кілька разів збирався (…) передати» Леонардо да Вінчі ту мармурову брилу, з якої Мікеланджело згодом зробив «Давида». Замовлення на фрески зали Великої Ради (Сеньйорії) у Палаццо Веккйо на тему історичних перемог Флоренції при Анг'ярі та Кашині Вазарі трактував як можливість «змагатися» з Леонардо, а Рафаеля Санті він згадує серед тих живописців, які вчилися за картоном «Баталія при Кашині». Відомі слова Мікеланджело про Рафаеля: «все, що він мав у мистецтві, він отримав від мене». Зважаючи на те, що на думку Мікеланджело «живопис — то брехня, скульптура ж — правда», змагання між ним та Рафаелем теж було очевидним. Як Мікеланджело міг вважатися втіленням скульптури, так Рафаель — втіленням живопису.

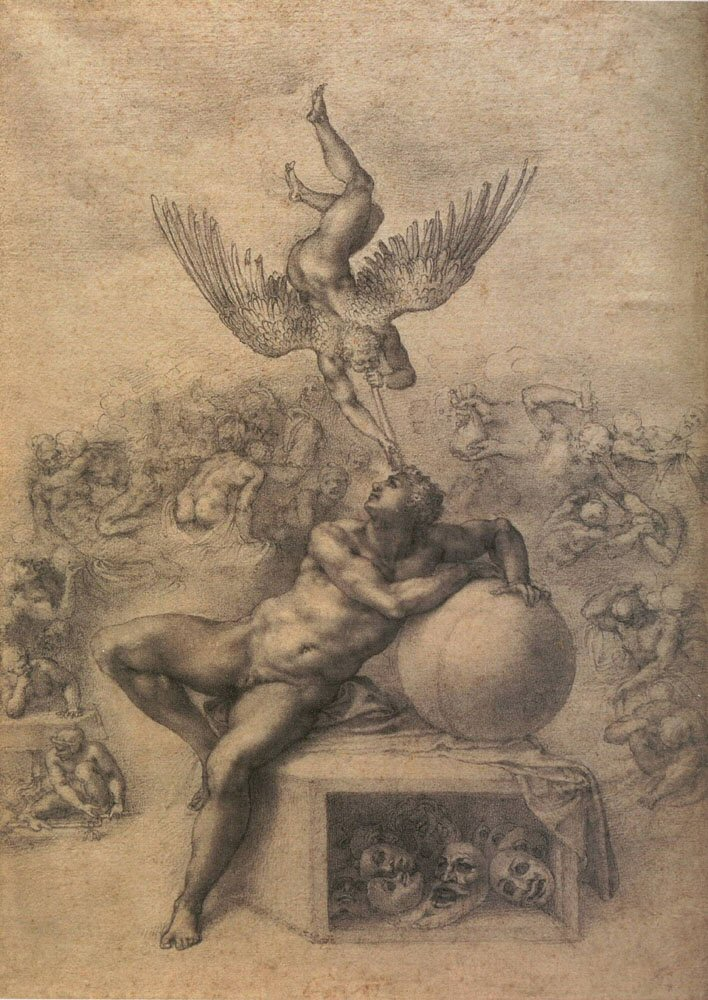
«Сон»

Дискусії щодо сексуальної орієнтації Мікеланджело розпочалися із біографії митця, виданої 1893 року в Лондоні Джоном Еддінґтоном Саймондзом. Проте, у будь-якому випадку, неможливо точно стверджувати чи Мікеланджело мав якісь фізичні стосунки взагалі.

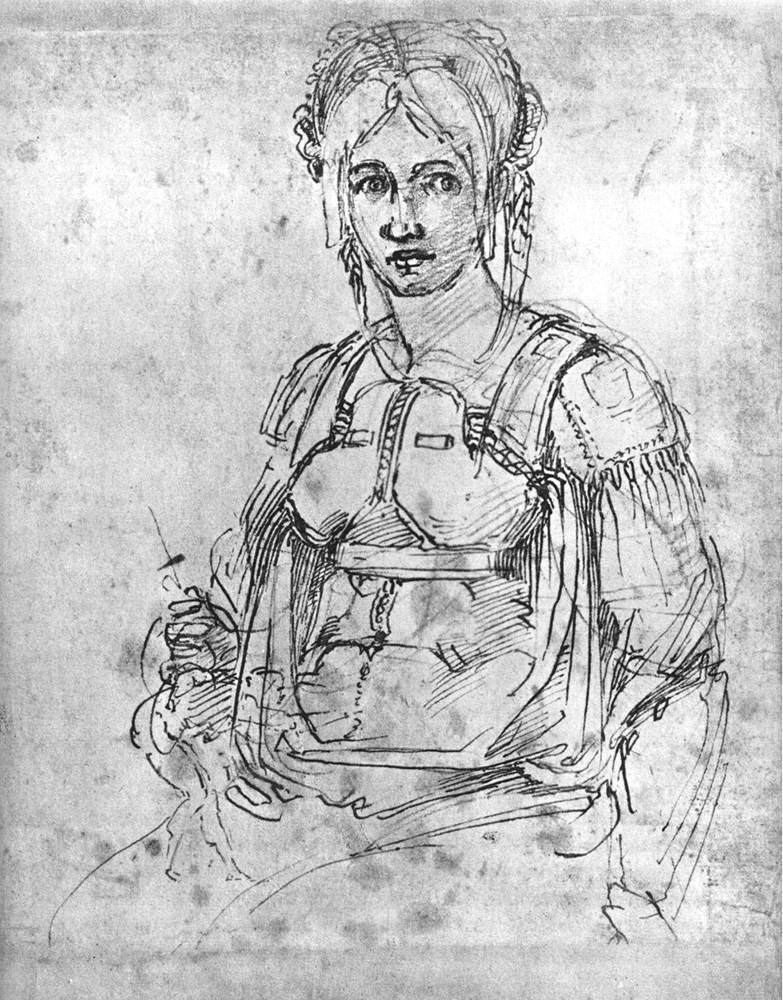
«Вітторія Колонна»

Частина дослідників вважає, що почуття й відносини Мікеланджело були чисто платонічними  — чи йдеться про жінок, чи про чоловіків. Йому подобалося людське тіло і в ньому він бачив красу та гармонію, саме людське тіло, чи чоловіче, чи жіноче, є для нього засобом вираження мистецької ідеї. Вільям Дюрант вважав, що вся його енергія була направлена на творчість, а не на секс. Значно більше прихильників теорії про гомосексуальну природу митця — більшість сонетів написано про любов до чоловіків, коли його племінник видав першу збірку віршів, він змінив займенники чоловічого роду на жіночий. Окрім того, вважається, що жінки Мікеланджело дуже чоловічі за своєю формою. Тож на думку Джона Саймондза, «Мікеланджело не любив, не захоплювався і не бажав жінок». Існує також думка, що його цікавість до молодших представників власної статі можна пояснити його бажанням знайти в них сина.
Певне уявлення про почуття Мікеланджело може дати його ж поезія. Значна частина збережених текстів періоду зрілості та старості митця пов'язані із іменами двох дуже близьких для нього людей: Томмазо Кавальєрі та Вітторія Колонна. З римським аристократом та художником Томмазо, вони познайомилися орієнтовно наприкінці 1532 року. Відомо багато віршів написаних Мікеланджело до юнака (Томмазо тоді було 23 роки), а також рисунків, намальованих та подарованих ним Томмазо («Ганімед», «Титій», «Падіння Фаетона» тощо). Існував портрет хлопця, який, однак, втрачено.
1537 року він познайомився із Вітторією Колонна, і їхня дружба тривала до самої смерті Вітторії. Як пише Кондіві, Мікеланджело найбільше жалкував за тим, що прощаючись із нею, поцілував руку, а не чоло чи обличчя. Пізніше він написав, що «Вона мене дуже любила, і це було взаємно. Смерть забрала у мене великого друга».
За Бріоном, Томмазо та Вітторія були для Мікеланджело ідеалами чоловічої та жіночої краси відповідно.

## Вшанування пам'яті
Мікеланджело, світ в грандіознім видінні,

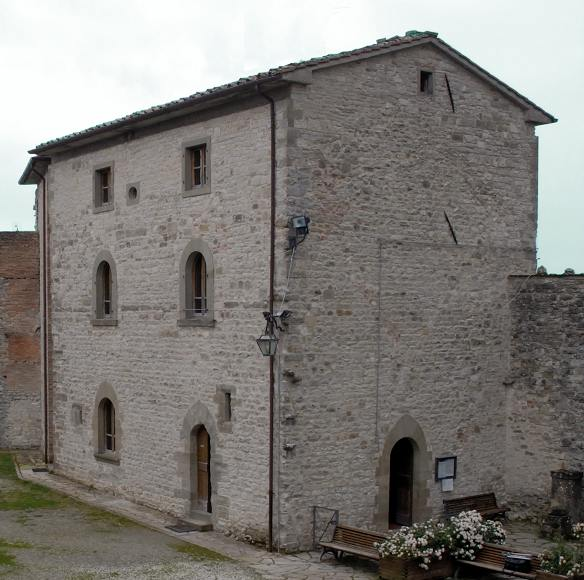
Музей Мікеланджело

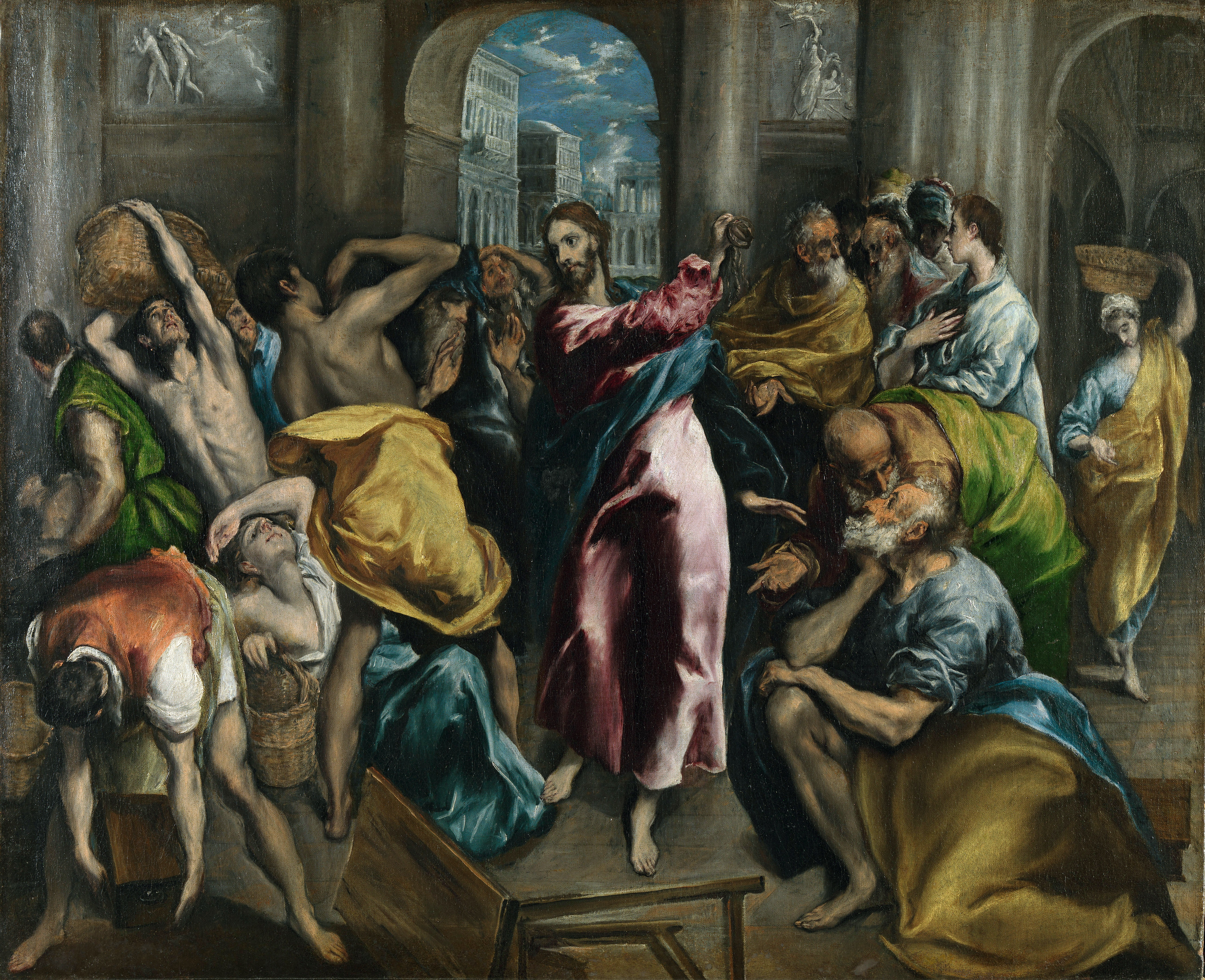
Ель Греко. «Вигнання торгашів із храму» (бл. 1600)

Де з Гераклами в шалі змішались Христи,

Де з могил на весь зріст підіймаються тіні.

I свій саван деруть, аж ламають персти
Michel-Ange, lieu vague où l’on voit des Hercules

Se mêler à des Christs, et se lever tout droits

Des fantômes puissants qui dans les crépuscules

Déchirent leur suaire en étirant leurs doigts ;
Шарль Бодлер, «Маяки»
(переклад Івана Драча)
Марк Твен, «Простаки за кордоном» (1869)

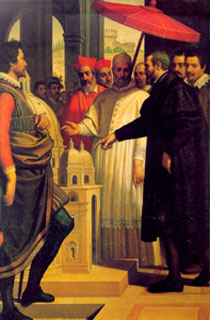
Доменіко Кресті. «Мікеланджело демонструє Юлію II модель собору Святого Петра»

Село Капрезе, де народився Мікеланджело, зараз відоме під назвою Капрезе-Мікеланджело. Указ про перейменування було видано 9 лютого 1913 року. У селі відкрито музей та бібліотеку Мікеланджело.
На честь нього названо астероїд, площу у Флоренції, океанський лайнер, комп'ютерний вірус, кратер на Меркурії, пісню Бйорна Скіфса, психологічний феномен.

### Образ митця

#### У мистецтві
Джованмарія Буттері намалював рисунок «Поет Мікеланджело з Аполлоном та музами» на похорон митця (1564). Ель Греко зобразив Мікеланджело на картині «Вигнання торгашів із храму» (бл. 1570). Відомі також картини Доменіко Кресті «Мікеланджело демонструє модель собору Святого Петра Юлію II» (1619) та Якопо да Емполі «Мікеланджело демонструє модель фасаду церкви Сан Лоренцо Леву X» (1617 —1619). 1970 року Сальвадор Далі створив сюрреалістичний портрет «Голова Мікеланджело із шухлядами».
Український художник мікромініатюри Микола Сядристий написав акварельний портрет Мікеланджело, який вставлено в половинку зерна дикої груші. Мікеланджело зображено серед ликів святих церкви Святого Архістратига Михаїла с. Верин Миколаївського району Львівської області.

#### У літературі
- Повість Ромена Роллана «Життя Мікеланджело» (1907)
- Біографічний роман Карела Шульца «Камінь і біль» (1943)
- Біографічний роман Ірвінґа Стоуна «Муки і радості» (1961)
- Фантастичне оповідання Андрія Пехника «Коректор» (2002)[138]
- Ілюстрована книга для дітей Ендрю Тоффолі «Мікеланджело Баннірроті» (англ. Michelangelo Bunnyrroti)[139] (2006)

Про сліпоту Мікеланджело[у] написано у повістях Тараса Шевченка «Музыкант» (1855) та «Художник» (1856). Також Мікеланджело згадується у поезії «Маяки» Шарля Бодлера (1857), повісті Марка Твена «Простаки за кордоном» (1869), у поемі «Любовна пісня Дж. Альфреда Пруфрока» Томаса Еліота (1920).
У новітній українській літературі про нього писали вірші Ліна Костенко «Чекаю дня, коли собі скажу…», Юрій Косач «Мікеланджело Буонарроті», Павло Мовчан «Мікеланджело», Микола Бажан «Перед статуями Мікеланджело», Борис Олійник «Мікеланджело» (диптих), Іван Драч «Мікеланджело в час облоги Флоренції» (до 500-річчя з дня народження) та інші. Мікеланджело згадується у поезії Миколи Вінграновського «Осяяння».

#### У кіно
- Документальний фільм Курта Оертеля «Мікеланджело» (1938)
- Документальний фільм «Титан: Історія Мікеланджело» (1950)
- Фільм Керола Ріда «Муки і радості» (1965)
- Фільм Роберта Снайдера «Мікеланджело: автопортрет» (1989)
- Документальний фільм «Мікеланджело: фільм» (BBC/Британський музей) (2005)
- Документальний фільм «Мікеланджело та Сикстинська капела» (2006)
- Серія «Таємниці Сикстинської капели: Загадка Мікеланджело» (тележурнал «20/20», 42-ий випуск, канал ABC) (2008)
- Серія «Розсекречений Мікеланджело» (історичний документальний телесеріал «Загадки мертвих», 13-ий епізод) (2009)

### Використання творів та мотивів

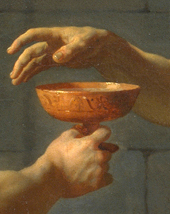
Жак-Луї Давід. «Смерть Сократа» (фрагмент)

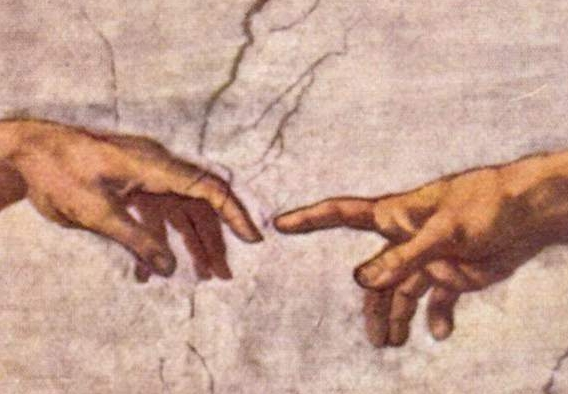
«Створення Адама» (фрагмент)

1893 року І. Франко розпочав працювати над своєю поемою «Мойсей», намагаючись передати гебрейського патріарха так, «щоб читач зумів пізнати в ньому українського проводиря». 1904 року поет поїхав до Італії, і статуя Мойсея роботи Мікеланджело «настільки захопили поета, що він не годен був відвести очей від цього надзвичайного твору мистецтва». Поема була завершена в 1905 році.
1967 року вийшла книга Е. Л. Конігсбург «Із заплутаних справ пані Безіл Е. Френквайлер» (англ. From the Mixed-Up Files of Mrs. Basil E. Frankweiler), сюжет якої розвивається навколо таємниці статуї «Янгола», можливо створеної Мікеланджело. Книга отримала медаль Джона Ньюбері в 1968 році. У 1973 книгу було екранізовано Філдером Куком (пані Френквайлер зіграла Інгрід Бергман), а в 1995 — Маркусом Коулом (пані Френквайлер — Лорен Беколл).
У низці робіт Сальвадора Далі використовуються мотиви творів Мікеланджело — «„Раб“ Мікеланджело — можна скористатися як машиною» (1965), «Голова Ранку, за Мікеланджело (деталь фігури гробниці Лоренцо II Медичі)» (1977), «За „Мойсеєм“ Мікеланджело, гробниця папи Юлія II», «За „Хлопчик, що скорчився“ Мікеланджело», «Пейзаж із прихованим образом „Давида“ Мікеланджело» (1982), «Голова, навіяна Мікеланджело» (1983) тощо. Картина «М'який автопортрет зі смаженим салом» (1941) була навіяна враженнями про обличчя на знятій шкірі Святого Варфоломея (фреска «Страшний суд»).
У 1987 році вийшла збірка Ліни Костенко «Сад нетанучих скульптур», до якої ввійшла драматична поема «Сніг у Флоренції». У творі згадується про снігову скульптуру, створену юним Мікеланджело, «людиною-каменем», для П'єро Медичі.
У короткометражному фільмі Мікеланджело Антоніоні «Погляд Мікеланджело» (2004) показано статуї гробниці папи Юлія II. Фільм отримав Приз ФІПРЕССІ на міжнародному кінофестивалі у Вальядоліді.
У японському аніме-серіалі «Ерґо Проксі» (2006) є чотири алегоричні статуї Мікеланджело — «День», «Ніч», «Вечір» та «Світанок».
В епізоді «Севільський Гомер» (серіал «Сімпсони», 2007) пародіюється фреска «Створення Адама».

## Виноски
1. 1 2  Deutsche Nationalbibliothek Record #118582143 // Gemeinsame Normdatei — 2012—2016.
2. 1 2  Archivio Storico Ricordi — 1808.
3. ↑  Архів образотворчого мистецтва (Чехія)
4. ↑  Зведений список імен діячів мистецтва
5. ↑  http://www.smithsonianmag.com/travel/how-to-tour-michelangelos-rome-12922932/
6. 1 2 3 4  Michelangelo. Encyclopædia Britannica (англ.) . Архів оригіналу за 20 червня 2013. Процитовано 18 січня 2012.
7. 1 2  Wallace, 2010, с. 5.
8. 1 2 3  Роллан, 1992, с. 78 —79.
9. ↑  Вазарі, 1970, с. 312.
10. ↑  «…Ohne die Sixtinische Kapelle gesehen zu haben, kann man sich keinen anschauenden Begriff machen, was ein Mensch vermag» (Dorothea Scholl. Von den «Grottesken» zum Grotesken: die Konstituierung einer Poetik des Grotesken in der italienischen Renaissance. — LIT Verlag Münster, 2004. — С. 363.) (нім.)
11. ↑  Johann Wolfgang von Goethe, Italian Journey (1786-1788), August 23, 1787 (англ.) . Архів оригіналу за 20 червня 2013. Процитовано 18 січня 2012.
12. ↑  Durant, 1953, с. 475.
13. ↑  Эрпель, 1990, с. 7.
14. 1 2  Tolnay, 1943, с. 11.
15. ↑  Брион, 2002, с. 6.
16. ↑  Wallace, 2010, с. 63.
17. 1 2  Charles Clément. Michelangelo. — S. Low, Marston, Searle, & Rivington, ltd, 1892. — С. 5. (англ.)
18. ↑  Брион, 2002, с. 9.
19. ↑  Вазарі, 1970, с. 298.
20. ↑  Роллан, 1992, с. 91.
21. ↑  Condivi, 1999, с. 9.
22. ↑  Вазарі, 1970, с. 297.
23. ↑  Condivi, 1999, с. 5.
24. ↑  William E. Wallace, Michelangelo: The Artist, the Man, and his Times [Архівовано 10 березня 2012 у Wayback Machine.], Cambridge University Press (англ.)
25. ↑  Вазарі, 1970, с. 299.
26. ↑  Скульптура — світоч живопису (рос.) . Архів оригіналу за 20 червня 2013. Процитовано 20 січня 2012.
27. ↑  Wallace, 2010, с. 30.
28. 1 2 3  Shelley Esaak (27 липня 2008). Will the Real Michelangelo Please Stand Up? (англ.) . Архів оригіналу за 20 червня 2013. Процитовано 20 січня 2012.
29. ↑  Scigliano, 2005, с. 45.
30. ↑  Crucifix 'confirmed' as a Michelangelo. BBC News (англ.) . 18 липня 2001. Архів оригіналу за 20 червня 2013. Процитовано 20 січня 2012.
31. ↑  Роллан, 1992, с. 92 —93.
32. ↑  Ліна Костенко. Сніг у Флоренції на порталі «Український Центр». Архів оригіналу за 13 березня 2016. Процитовано 4 лютого 2012.
33. ↑  Оксана Пахльовська (18 березня 2011). Срібним олівцем. Процитовано 20 січня 2012.
34. ↑  Antonio Forcellino, Michelangelo: A Tormented Life [Архівовано 30 січня 2011 у Wayback Machine.], Polity, 2009 (англ.)
35. ↑  James Hall, Michelangelo and the Reinvention of the Human Body [Архівовано 2 січня 2012 у Wayback Machine.], Farrar, Straus and Giroux, 2005 (англ.)
36. ↑  Tolnay, 1943, с. 20 —21.
37. 1 2 3 4 5 6  Эрпель, 1990, с. 13.
38. ↑  Tolnay, 1943, с. 24 —25.
39. ↑  Condivi, 1999, с. 19 —20.
40. ↑  Tolnay, 1943, с. 26 —28.
41. 1 2  Роллан, 1992, с. 94 —95.
42. ↑  Дживелегов А. Микельанджело[недоступне посилання з липня 2019] / А. Дживелегов. — М.: Молодая гвардия, 1938. — 318 с.: ил. — (ЖЗЛ. Вып. 17 — 18 (137 —138)). Библиогр.: С. 307 —314. (рос.)
43. ↑  Wallace, 2010, с. 14.
44. ↑  Marc Levoy (28 березня 1999). We finish scanning the David [Ми закінчили сканувати Давида] (англ.) . Архів оригіналу за 20 червня 2013. Процитовано 20 січня 2012.
45. 1 2  Микеланджело. Поэзия. Письма, 1983, с. 75.
46. ↑  Leonard Barkan, Michelangelo: A Life on Paper [Архівовано 11 квітня 2012 у Wayback Machine.], Princeton University Press, 2010 (англ.)
47. ↑  Wallace, 2010, с. 16 —17.
48. ↑  Ryan, 1998, с. 504.
49. ↑  Charles Seymour, Michelangelo's David: a search for identity [Архівовано 2 листопада 2013 у Wayback Machine.], University of Pittsburgh Press, 1967 (англ.)
50. ↑  Wallace, 2010, с. 24.
51. ↑  Wallace, 2010, с. 25.
52. ↑  d'Ancona, Mirella Levi (1968). The Doni Madonna by Michelangelo: An Iconographic Study [Архівовано 10 березня 2016 у Wayback Machine.]. The Art Bulletin (Taylor & Francis), p. 45 (англ.)
53. ↑  Мікеланджело Буонарроті (рос.) . Архів оригіналу за 20 червня 2013. Процитовано 21 січня 2012.
54. ↑  Wallace, 2010, с. 20.
55. ↑  Wallace, 2010, с. 19.
56. ↑  Роллан, 1992, с. 100.
57. ↑  Роллан, 1992, с. 106 —107.
58. ↑  На знаменитій фресці Мікеланджело знайшли зображення смертельної хвороби. UA.NEWS (ua) . 6 листопада 2024. Процитовано 6 листопада 2024.
59. ↑  Andrew Wordsworth (20 червня 2000). Have Italy's art restorers cleaned up their act? (англ.) . The Independent. Архів оригіналу за 20 червня 2013. Процитовано 21 січня 2012.
60. ↑  Peter Layne Arguimbau (5 жовтня 2006). Michelangelo's Cleaned off Sistine Chapel (англ.) . Архів оригіналу за 20 червня 2013. Процитовано 21 січня 2012.
61. 1 2 3  Wallace, 2010, с. 46 —47.
62. ↑  Роллан, 1992, с. 85 —86.
63. ↑  Павличко Д. В. Сонети подільської осені. — К.: Рад. письменник, 1973. — 112 с.
64. 1 2 3 4 5 6 7  Эрпель, 1990, с. 14.
65. ↑  Wallace, 2010, с. 7.
66. 1 2 3 4 5 6 7 8 9  Эрпель, 1990, с. 15.
67. ↑  Мікеланджело Буонарроті: Бібліотека Лауренціана (1524-1534) (рос.) . Архів оригіналу за 20 червня 2013. Процитовано 21 січня 2012.
68. ↑  Вазарі, 1970, с. 359.
69. ↑  Вазарі, 1970, с. 358.
70. ↑  William D. Montalbano (9 квітня 1994). It's 'Judgment' Day for Unveiled Sistine Chapel: Vatican: The Pope praises the restored Michelangelo masterpiece. Gone is centuries of grime—and modesty (англ.) . The Los Angeles Times. Архів оригіналу за 20 червня 2013. Процитовано 19 травня 2012.
71. 1 2  Вазарі, 1970, с. 362.
72. 1 2  Либман, 1964, с. 17.
73. 1 2  Вазарі, 1970, с. 364.
74. ↑  Francisco De Holanda, Dialogues with Michelangelo, Pallas Athene, 2006 ISBN 1-84368-015-7 (англ.)
75. ↑  Paulo Villac Filho (31 липня 2004). Da Pintura Antigua by Francisco de Hollanda (англ.) . Архів оригіналу за 20 червня 2013. Процитовано 21 січня 2012.
76. ↑  Ian Chilvers. Holanda, Francisco de. The Oxford Dictionary of Art. 2004. Encyclopedia.com (англ.) . Процитовано 21 січня 2012.[недоступне посилання з липня 2019]
77. ↑  Blaise de Vigenère. Les images ou tableaux de platte peinture des deux Philostrates sophistes grecs et les statues de Callistrate. Paris, 1578, p. 855 (фр.)
78. ↑  Лео Стайнберґ. Флорентійська П'єта Мікеланджело: Нога, якої нема (PDF) (англ.) . Архів оригіналу (PDF) за 4 лютого 2012. Процитовано 21 січня 2012.
79. ↑  Палестринська П'єта (англ.) . Архів оригіналу за 20 червня 2013. Процитовано 21 січня 2012.
80. ↑  Костенко Л. В. Силуети // Вибране. — Київ : Дніпро, 1989. — С. 225. — ISBN 5-308-00376-9.
81. ↑  Роллан, 1992, с. 196.
82. ↑  Вазарі, 1970, с. 402.
83. ↑  Лист Даніеле да Вольтерра до Вазарі від 17 березня 1564 року
84. ↑  Останній день життя, перший день спокою! (18 лютого 1564) (рос.) . Архів оригіналу за 20 червня 2013. Процитовано 22 січня 2012.
85. ↑  Вазарі, 1970, с. 419.
86. ↑  Santa Croce (Florence): Tomb of Michelangelo Buonarroti (англ.) . Архів оригіналу за 20 червня 2013. Процитовано 22 січня 2012.
87. ↑  Borromean Logos: Michelangelo (англ.) . Архів оригіналу за 20 червня 2013. Процитовано 22 січня 2012.
88. ↑  Santa Croce: Church and Museum. The Museums of Florence (англ.) . Архів оригіналу за 20 червня 2013. Процитовано 4 лютого 2012.
89. ↑  Мікельанджело Буонарроті. Нажив я воло тут, на риштуванні... (в перекладі Мойсея Фішбейна). Архів оригіналу за 20 червня 2013. Процитовано 4 лютого 2012.
90. 1 2 3  Wallace, 2010, с. 40 —41.
91. ↑  А. М. Эфрос. Поэзия Микеланджело (рос.) . Архів оригіналу за 20 червня 2013. Процитовано 22 січня 2012.
92. 1 2 3  Роллан, 1992, с. 112 —113.
93. 1 2  Роллан, 1992, с. 154 —155.
94. ↑  Вибрані поезії Мікеланджело (з коментарем) (PDF) (англ.) . Архів оригіналу (PDF) за 20 червня 2013. Процитовано 22 січня 2012.
95. ↑  Rime, Michelangelo Buonarroti (1623) (англ.) . Архів оригіналу за 20 червня 2013. Процитовано 22 січня 2012.
96. ↑  Ryan, 1998, с. 7.
97. ↑  Die Dichtungen des Michelagniolo Buonarroti Herausgegeben Und mit Kritiscem Apparate Versehen von Dr. Carl Frey (нім. та італ.) . Архів оригіналу за 20 червня 2013. Процитовано 22 січня 2012.
98. ↑  Ryan, 1998, с. 9.
99. ↑  Мікеланджело Буонарроті. Відповідь «Ночі»: [Вірш]: Пер. з італ. Г. Кочур// Зарубіж. л-ра. — 1998. — Жовт. (Чис. 40). — С. 4.
100. ↑  Михайло Москаленко. Нариси з історії українського перекладу. Архів оригіналу за 20 червня 2013. Процитовано 22 січня 2012.
101. ↑  Albert Seay. Arcadelt and Michelangelo, Renaissance news vol. 18, 4 (1965) p. 299 —301 (англ.)
102. ↑  Costanzo Festa ; edited by Richard J. Agee (1997). Counterpoints on a cantus firmus (англ.) . A-R Editions, Inc. с. xi. Архів оригіналу за 2 жовтня 2017. Процитовано 4 лютого 2012.
103. ↑  Early MusiChicago: Jean Conseil (англ.) . Архів оригіналу за 20 червня 2013. Процитовано 22 січня 2012.
104. ↑  James Leonard, Rovi. Richard Strauss. 5 Lieder, Op.15, TrV148 (англ.) . Архів оригіналу за 20 червня 2013. Процитовано 4 лютого 2012.
105. ↑  Iain Gillis. Grasping Toward the Light: A Reassessment of Wolf’s Michelangelo- Lieder (PDF). Musicological Explorations. Vol 11 (2010) (англ.) . Архів оригіналу за 20 червня 2013. Процитовано 4 лютого 2012.
106. ↑  Benjamin Britten. 7 Sonnets of Michelangelo, Op.22 (song cycle) (англ.) . Архів оригіналу за 20 червня 2013. Процитовано 4 лютого 2012.
107. ↑  Дмитрий Шостакович. Сюита на слова Микеланджело Буонарроти для баса и фортепиано. Перевод А. Эфроса (рос.) . Архів оригіналу за 20 червня 2013. Процитовано 4 лютого 2012.
108. ↑  Микеланджело Буонарроти. Стихотворения (До и после 1540) (рос.) . Архів оригіналу за 20 червня 2013. Процитовано 26 лютого 2012.
109. ↑  Sir Peter Maxwell Davies. Tondo di Michelangelo (англ.) . Архів оригіналу за 20 червня 2013. Процитовано 4 лютого 2012.
110. ↑  Il tempo passa: based on the poetry of Michelangelo / Matthew Dewey (англ.) . Архів оригіналу за 20 червня 2013. Процитовано 4 лютого 2012.
111. ↑  Lead medal of Michelangelo, by Leone Leoni. The British Museum (англ.) . Архів оригіналу за 20 червня 2013. Процитовано 4 лютого 2012.
112. 1 2  Роллан, 1992, с. 87 —88.
113. ↑  Яким був Мікеланджело? (англ.) . Архів оригіналу за 20 червня 2013. Процитовано 4 лютого 2012.
114. ↑  Carlos Hugo Espinel (18 грудня 1999). Michelangelo's gout in a fresco by Raphael. Volume 354, Issue 9196 (англ.) . The Lancet. с. 2149—2151. doi:10.1016/S0140-6736(99)09070-4. ISSN 0140-6736. Архів оригіналу за 20 червня 2013. Процитовано 4 лютого 2012.
115. ↑  Wolfgang Kuehn (25 березня 2000). Michelangelo's gouty knee. Volume 355, Issue 9209 (англ.) . The Lancet. с. 1104. doi:10.1016/S0140-6736(05)72230-3. Архів оригіналу за 20 червня 2013. Процитовано 4 лютого 2012.
116. ↑  Роллан, 1992, с. 82 —83.
117. ↑  Роллан, 1992, с. 168 —169.
118. 1 2  Роллан, 1992, с. 172 —173.
119. ↑  Вазарі, 1970, с. 310.
120. ↑  Вазарі, 1970, с. 315.
121. ↑  Вазарі, 1970, с. 316.
122. ↑  Любимов Л. Д. Искусство Западной Европы. — М. : Просвещение, 1982. — 320 с. (рос.)
123. ↑  Rudolf Preimesberger. Paragons and Paragone: Van Eyck, Raphael, Michelangelo, Caravaggio, Bernini. — Getty Publications, 2011. — С. 68. (англ.)
124. ↑  Anthony Hughes, Michelangelo [Архівовано 15 травня 2011 у Wayback Machine.], p. 326, ISBN 978-0-7148-3483-2 (англ.)
125. ↑  Durant, 1953, с. 501.
126. ↑  David Fuller, The life in the sonnets [Архівовано 2 квітня 2015 у Wayback Machine.], p. 30 (англ.)
127. ↑  Symonds, 1893, с. 146.
128. ↑  Логиш С. В. Микеланджело Буонарроти // Сборник статей (рос.) . Архів оригіналу за 20 червня 2013. Процитовано 4 лютого 2012.
129. ↑  Mark Brown (16 лютого 2010). Michelangelo's dreams of male muse go on show at Courtauld (англ.) . Архів оригіналу за 20 червня 2013. Процитовано 4 лютого 2012.
130. ↑  Durant, 1953, с. 585.
131. ↑  Брион, 2002, с. 241 —242.
132. ↑  Брион, 2002, с. 235.
133. ↑  Джекі Гейлер. Капрезе-Мікеланджело: Місце народження мистецького генія. The Tuscan Magazine (англ.) . Архів оригіналу за 20 червня 2013. Процитовано 4 лютого 2012.
134. ↑  J. Jones (24 січня 2004). The Reluctant Disciple (англ.) . www.guardian.co.uk. Архів оригіналу за 20 червня 2013. Процитовано 29 березня 2012.
135. ↑  Salvador Dali. Untitled (Michelangelo Head with Drawers), 1970 [Архівовано 6 червня 2012 у Wayback Machine.] (англ.)
136. ↑  Микола Сядристий. Мікельанджело Буонарроті: акварельний портрет. Архів оригіналу за 28 грудня 2011. Процитовано 26 лютого 2012.
137. ↑  Божена Городницька (1 жовтня 2008). У ликах святих — Мікеланджело, Шевченко, бас-гітарист групи «Мері»…. www.wz.lviv.ua. Архів оригіналу за 20 червня 2013. Процитовано 19 травня 2012.
138. ↑  Пехник Андрій. Коректор: оповідання // Хроніки. — К.: Смолоскип, 2002. — с. 7 —35.
139. ↑  Andrew Toffoli, Michelangelo Bunnyrroti (Histories Presents) [Архівовано 4 липня 2013 у Wayback Machine.] (англ.)
140. ↑  Шарль Бодлер, Маяки [Архівовано 2016-03-05 у Wayback Machine.], ae-lib.org.ua
141. ↑  Галерея Мікеланджело: згадки у культурі (англ.) . Архів оригіналу за 20 червня 2013. Процитовано 4 лютого 2012.
142. ↑  The Love Song of J. Alfred Prufrock By T. S. Eliot (With Stanza Summaries, Annotations, and Explanations of Allusions) (англ.) . Архів оригіналу за 20 червня 2013. Процитовано 4 лютого 2012.
143. ↑  Кравець Ярема Іванович. Андрій Свірко — бельгійський перекладач і дослідник поетичної творчості Івана Франка (PDF) // Вісник Львівського університету. — Львів, 2010. — Вип. 51. — С. 177 —195. Архівовано з джерела 2 квітня 2015. Процитовано 19 травня 2012.
144. ↑  Ольга Башкирова (листопад 2006). Статуя в художній системі драматичної поеми Ліни Костенко «Сніг у Флоренції» (PDF). Слово і Час. с. 22. Процитовано 9 лютого 2012. {{cite web}}: Недійсний |deadurl=404 (довідка)
145. ↑  49-ий фестиваль у Вальядоліді (англ.) . Архів оригіналу за 20 червня 2013. Процитовано 4 лютого 2012.
146. ↑  Paul Joannides (Aug. 1977). Michelangelo's Lost Hercules. The Burlington Magazine (англ.) . с. 550. Архів оригіналу за 20 червня 2013. Процитовано 4 лютого 2012.
147. ↑  J. Paul Getty Museum Acquires Francesco Primaticcio Bronze (англ.) . 28 жовтня 2011. Архів оригіналу за 20 червня 2013. Процитовано 4 лютого 2012.
148. ↑  R. J. Knecht. Francis I. — Cambridge University Press, 1984. — С. 267. (англ.)
149. ↑  Наталя Куликова (25 січня 2003). Медічі — символ епохи Відродження. Архів оригіналу за 20 червня 2013. Процитовано 4 лютого 2012.
150. ↑  Вазарі, 1970, с. 388.
151. ↑  Il petrarchismo atipico di Michelangelo (італ.) . 4 січня 2011. Архів оригіналу за 20 червня 2013. Процитовано 4 лютого 2012.
152. ↑  Шульц, 2006, с. 5.
153. ↑  Gerard McBurney. Shostakovich, Dmitri: Suite on Verses of Michelangelo Buonarroti (англ.) . Архів оригіналу за 20 червня 2013. Процитовано 4 лютого 2012.
154. ↑  Коментарі до повісті «Музыкант». Архів оригіналу за 20 червня 2013. Процитовано 29 березня 2012.